# Conquista normanna dell'Italia meridionale
La conquista normanna dell'Italia meridionale comprende una serie di episodi bellici avvenuta durante l'XI secolo, che vide come protagonisti i Normanni. Questi, nel giro di alcuni decenni, soppiantarono le precedenti potenze locali presenti a Sud dello Stivale (Bizantini, Longobardi, Arabi e Berberi). Giunti come mercenari dal nord della Francia all'indomani dell'anno Mille, i Normanni attivi nell'Italia meridionale crebbero in virtù del loro valore militare, circostanza che permise loro prima di rafforzarsi e poi di agire in autonomia e soppiantare i propri signori. Il fulminante processo di espansione fu perlopiù condotto dalla famiglia degli Altavilla. Tra questi, i fratelli Roberto il Guiscardo e Ruggero seppero più di altri indirizzare efficacemente la spinta dei propri conterranei e assicurarsi col tempo un vasto territorio, esteso dall'Abruzzo all'estremità della Calabria. 
Una crescita così repentina fu malvista in varie fasi dallo Stato della Chiesa (che vantava pretese sulla Sicilia), ma a seguito dell'insediamento di papa Niccolò II la situazione mutò in maniera trasversale, tanto che i Normanni divennero i più preziosi alleati del pontefice nella sua lotta contro l'autorità del Sacro Romano Impero. Volendo ampliare i propri domini, i Normanni si appropriarono della Sicilia islamica. La conquista dell'isola si rivelò lenta e difficile, soprattutto a causa dello scarso numero di truppe a disposizione. Quando l'acquisizione del grosso dei territori terminò, poco prima del 1100, i Normanni erano riusciti nell'intento di riunificare una regione divisa sin dalla caduta dell'Impero romano d'Occidente. Al netto di innumerevoli ribellioni esplose nel corso dei decenni, i nuovi signori raggiunsero questo risultato soprattutto grazie all'abilità militare; a differenza della conquista normanna dell'Inghilterra, non si trattò di una premeditata e ben congegnata invasione, bensì di un risultato cristallizzato da circostanze storiche favorevoli. Le gesta normanne sono ricordate da varie opere medievali, benché gli storici moderni abbiano dovuto sforzarsi di dilavarle da tutti gli elementi poco credibili che le contraddistinguevano.
Tutti i territori dell'Italia meridionale e della Sicilia, comprensivi delle importanti città di Salerno, Bari, Melfi, Reggio e Palermo, furono poi unificati da Ruggero II nel Regno di Sicilia.

## Contesto storico

### L'Italia meridionale

L'Italia nell'anno Mille, all'arrivo dei Normanni, con il Mezzogiorno ancora in gran parte in mano all'Impero bizantino (con il Catepanato e i temi di Longobardia e di Calabria). A Salerno e a Benevento avevano sede due forti principati longobardi, mentre la Sicilia era un emirato musulmano.

A cavallo dell'anno Mille, l'Italia meridionale era divisa tra varie grandi potenze e presentava fratture culturali assai marcate, con il risultato che si pativa in modo tangibile la mancanza di una vera e propria autorità centrale. La supremazia dell'Impero bizantino sopravviveva ancora nella parte peninsulare, ma ormai circoscritta alla Puglia (più ampia rispetto alla moderna regione italiana e compresa nel thema di Langobardia) e al thema di Calabria. Cuore del potere bizantino in Italia era la Puglia, l'area più prossima ai centri imperiali in Grecia. La Calabria, all'estremità della penisola, appariva invece maggiormente vulnerabile e meno presidiata, fattore che incise sulla velocità delle future conquiste normanne. Anche gli Stati longobardi di Salerno, Benevento e Capua, nati dal frazionamento dell'antico ducato di Benevento, così come i piccoli ducati di Napoli, Gaeta e Amalfi, erano soggetti a Costantinopoli e rientravano nel territorio del Catepanato d'Italia, sia pure soltanto de iure. Si trattava di entità fortemente disunite, che alternavano fasi di lotte intestine ad alleanze, spesso vittime delle incursioni saracene lungo la costa. A seguito della conquista islamica della Sicilia, l'intera isola era caduta in mano islamica; inizialmente dominio degli Aghlabidi di Ifriqiya, l'isola passò poi ai Fatimidi, che la affidarono ai Kalbiti; fu questo l'apogeo della Sicilia musulmana, che ottenne a quel punto un ampio margine di autonomia rispetto all'Ifriqiya. Dalla Germania, infine, gli imperatori del Sacro Romano Impero seguivano con attenzione gli eventi in corso, anche se dalla morte di Ottone II di Sassonia nel 983 avevano smesso di interferire come in passato. Nondimeno, la Corona godeva di ampio rispetto e poteva ancora esercitare qualche ingerenza, specie nei principati longobardi, dove vivevano ancora nobili filo-tedeschi.
I confini politici non sempre corrispondevano a quelli culturali e religiosi. In Campania e nella Puglia settentrionale e centrale si parlava una lingua romanza e la popolazione era prevalentemente cattolica; al contrario, nella Puglia meridionale e in Calabria le genti erano in prevalenza di lingua greca e celebravano la liturgia di rito costantinopolitano. Nell'ovest e nel sud della Sicilia vivevano soprattutto immigrati Arabi e Berberi, nonché autoctoni che si esprimevano in arabo ed erano musulmani (due terzi dell'isola, nel 1050); nel nord-est dell'isola il grosso della popolazione parlava greco e praticava il rito greco. Infine, in tutto il Mezzogiorno, soprattutto nelle città, erano presenti rilevanti comunità ebraiche.

### I Normanni
(Amato di Montecassino, vol. I, 17)
Di origine scandinava, i Normanni ("uomini del nord") erano una popolazione vichinga che basava il proprio stile di vita essenzialmente sulle razzie e che soltanto gradualmente si adattò alla sedentarietà. Dopo lungo tempo, verso la seconda metà dell'Alto Medioevo, i Normanni avevano ridotto la tendenza a peregrinare e si erano imposti come gruppo dominante in Neustria, nella moderna Francia nord-occidentale, in una regione che divenne da allora nota con il nome di Normandia. Lì, ai Normanni comandati da Rollone il re di Francia Carlo III nel 911 concesse la costituzione di un ducato (il ducato di Normandia) a lui subordinato. Con il tempo, questi norreni accantonarono i viaggi per mare e si specializzarono nel combattimento a cavallo, continuando comunque ad amministrarsi secondo le proprie usanze e costituendo delle bande fedeli a un capo riconosciuto. Intanto, abbracciarono il cristianesimo e si fusero con la popolazione autoctona, guadagnandosi la fama di guerrieri dalla spiccata abilità, motivo per cui i loro servigi venivano spesso richiesti anche lontano dalle proprie terre.

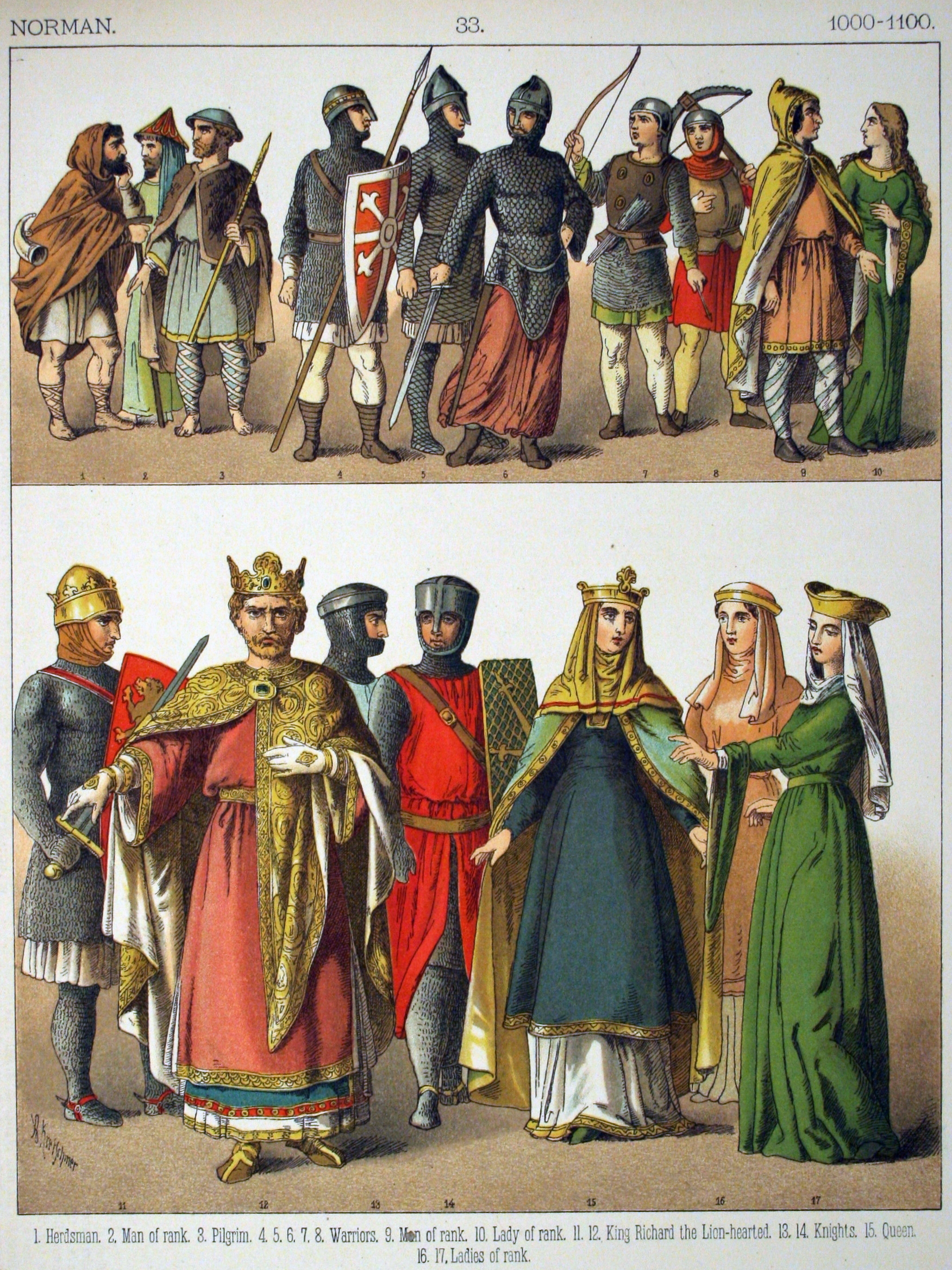
Ricostruzione ottocentesca dei costumi normanni all'epoca della conquista dell'Italia meridionale

Gli storici hanno a lungo discusso i fattori che stimolarono la spinta normanna verso l'Italia meridionale. Si è generalmente sostenuto che ad incidere fosse soprattutto la sovrappopolazione del ducato di Normandia, mentre i recenti conflitti nell'Italia meridionale avevano al contrario causato un brusco calo di abitanti e reso le difese sguarnite, offrendo così allettanti prospettive. A dispetto di quanto dichiarato dalle cronache medievali, questi fattori non sembrano sufficienti a spiegare le migrazioni normanne, giacché la crescita demografica stava riguardando l'intera Europa occidentale. Infatti, anche le aspre faide e le rivolte in corso in Normandia spinsero molti abili guerrieri, provenienti da famiglie proprietarie di terre, a cercare altrove fortuna. Si è poi tradizionalmente posto l'accento sulla crescente popolarità dei pellegrinaggi religiosi, in particolare quelli legati al culto di San Michele Arcangelo, veneratissimo dai Normanni, di cui uno dei principali percorsi conduceva al celebre Santuario di San Michele Arcangelo a Monte Sant'Angelo in Puglia, lungo la strada per la Terra Santa. A tal proposito, è bene sottolineare che le fonti riconducono la comparsa normanna all'idea del pellegrinaggio e della carità cristiana in un'ottica a posteriori di giustificazione della conquista. È in sintesi corretto ipotizzare che, in cerca di nuove prospettive, cominciò uno spostamento di vari gruppi di giovani bramosi di avventure e ricchezze, tanto in veste di mercenari tra le file degli eserciti di un principe straniero, quanto dandosi al brigantaggio in maniera autonoma. In merito alle modalità con cui avvennero questi flussi migratori, essi iniziarono con un lento stanziamento, regionalmente differenziato, di qualche centinaio di cavalieri e poche donne. In seguito, il numero crebbe sotto Roberto I e durante la minore età di Guglielmo (il futuro Guglielmo il Conquistatore), forse sulla spinta di esuli politici e, più avanti, della famiglia degli Altavilla, che cercava una propria collocazione altrove. Lo storico Levi Roach ha sostenuto che, tutto sommato, «sarebbe un errore cercare di individuare il momento preciso in cui i Normanni si insediarono al Sud. A differenza di quanto accadde in Inghilterra [nel 1066], la conquista e la colonizzazione del Mezzogiorno d'Italia avvennero per gradi». Al principio dell'XI secolo, si presume che nel Meridione vivessero all'incirca 250 cavalieri normanni, con il totale che aumentò sensibilmente soltanto dopo il 1040, con un minimo di 2 000-2 500 unità.
Escluse le fonti bizantine, totalmente silenziose sul tema, è Amato di Montecassino a dire che un nucleo di guerrieri normanni, di ritorno dalla Terra Santa, avrebbe aiutato il principe longobardo Guaimario III di Salerno a difendere la sua città dagli attacchi dei Saraceni nel 999. Pur avendoli invitati a restare, i Normanni rifiutarono, ma Guaimario li riempì di tanti e tali doni che successivamente riconsiderarono l'idea di tornare in quella terra «dove scorreva latte e miele». Secondo il cronista Guglielmo di Puglia, invece, il primo a impiegare i Normanni come mercenari sarebbe stato il condottiero Melo di Bari poco dopo il 1009. Costui avrebbe incontrato un gruppo di pellegrini normanni al santuario di San Michele sul monte Gargano e li avrebbe arruolati al proprio seguito. Stando alle ricostruzioni storiografiche, probabilmente assecondando i desideri di papa Benedetto VIII e dell'Imperatore, Melo avrebbe assoldato i Normanni per suscitare una rivolta anti-bizantina. Negli anni immediatamente seguenti al Mille, in uno scenario reso ulteriormente complicato dalle lotte di potere in corso tra la Chiesa greca di Costantinopoli e la Chiesa latina di Roma, i Bizantini si erano prefissati di riguadagnare terreno ai danni di Benevento e di Salerno, attirandosi diverse antipatie. Nel giro di breve tempo, Melo si appropriò di Bari ed estese i tumulti ad Ascoli di Puglia e a Trani, ma l'11 giugno del 1011 fu sconfitto e dovette cercare rifugio a Salerno. Non si può escludere che lo stesso gruppo di combattenti avesse incontrato sia Melo sia Guaimario. D'altra parte, alcuni storici hanno suggerito di accantonare queste ricostruzioni leggendarie, concedendo più credito all'ipotesi secondo cui i Normanni intendessero assistere il pontefice nella sua politica anti-bizantina. Lo storico Jean-Marie Martin ha dato credito alla teoria secondo cui, intorno al 1010, «le abbazie di Montecassino e San Vincenzo al Volturno chiamarono dei mercenari dalla Normandia».
È certo invece che un nuovo contingente si mise in moto nella primavera del 1017. Melo era ritornato a causare scompiglio in Puglia tra il 1017 e il 1018, sfruttando l'afflusso di nuove truppe straniere a tale scopo. Gli insorti riuscirono nel corso del tempo a ottenere parecchi successi, tanto che nel settembre del 1018 i Bizantini, attivi nell'area tra il Fortore a nord e Trani a sud, erano stati cacciati. Tuttavia, a ottobre i Longobardi subirono un rovescio nella battaglia di Canne, combattuta non distante da dove il condottiero cartaginese Annibale aveva sbaragliato l'esercito romano. I circa ottanta cavalieri normanni sopravvissuti scelsero di mettersi al servizio dei vari potenti del Mezzogiorno continentale, giurando quindi fedeltà, a seconda dei casi, ai signori della Langobardia Minor (i territori longobardi del sud Italia) e dei ducati campani, agli abati di Montecassino o agli Imperatori bizantini. Il prestigio determinato dalla vittoria a Canne avvicinò molti sovrani a Costantinopoli, con la sola significativa eccezione di Benevento, rimasta accanto a uno Stato pontificio sempre più isolato. Uno dei più fervidi sostenitori dei Bizantini era il longobardo Pandolfo IV di Capua, assai attivo al livello politico e militare per ampliare la sua potenza nella Campania settentrionale e nel Lazio meridionale. Per ridurre l'influenza greca nella penisola, l'energico papa Benedetto VIII si recò di persona in Germania e convinse l'Imperatore Enrico a discendere in Italia nel 1022. Pandolfo, inviso al clero, a ogni sovrano suo vicino e perfino ai suoi sudditi per il suo carattere detestabile e spietato, tanto da essersi guadagnato l'appellativo di "Lupo degli Abruzzi", fu sconfitto e finì condotto in catene in Germania, salvato solo grazie a un atto di clemenza imperiale. Morto Enrico, il neo-eletto Corrado II il Salico rivide le scelte del suo predecessore quando Guaimario III di Salerno, cognato di Pandolfo, chiese che il principe di Capua fosse liberato. Si trattava di una scelta ritenuta dagli storici infausta e che sicuramente poteva compromettere i già fragili equilibri della Campania, tanto che probabilmente papa Benedetto VIII si sarebbe opposto a una simile decisione, qualora fosse stato ancora in vita. L'atteggiamento passivo della curia romana e il disinteresse di Corrado II verso le politiche religiose contribuirono alla liberazione. Privato di tutti i suoi antichi feudi, Pandolfo ritornava in Italia mosso da un desiderio di vendetta verso chi lo aveva tradito, obiettivo su cui si concentrò immediatamente. In cerca di solidarietà, Pandolfo si rivolse tra gli altri ai Normanni, secondo una pratica che, come attesta Rodolfo il Glabro, era sempre più diffusa. Ben presto, a prescindere da chi li ricercasse, i Normanni si sentirono incoraggiati ad avanzare sempre più ardite pretese in cambio dei loro servigi.

## La conquista

### Albori

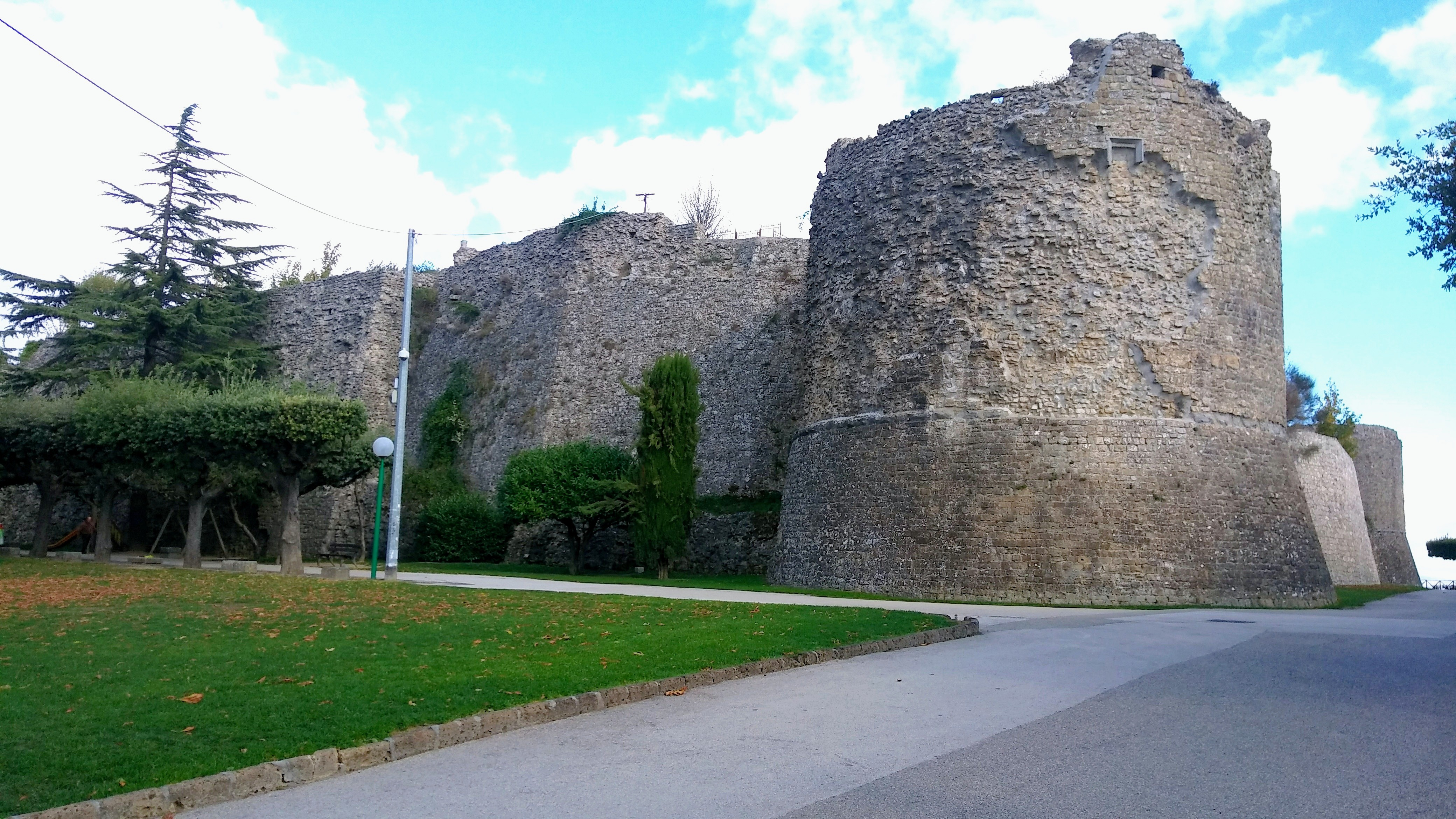
Uno scorcio del castello di Ariano, nell'Appennino meridionale; la contea di Ariano costituì il primo possedimento normanno nel Sud Italia

Secondo un recente filone storiografico, la prima storica contea normanna sarebbe stata fondata nel 1020 circa ad Ariano, in Irpinia, ricevendo il riconoscimento dell'Imperatore tedesco Enrico II due anni dopo. Poiché riconoscevano la grande efficacia di queste strutture, lì i guerrieri si sarebbero preoccupati di ammodernare il castello di Ariano, uno degli esempi più antichi di architettura militare normanna. Rifortificato sul colle più alto «in una posizione strategica e di difficile accesso, dominava le valli dei fiumi Ufita, Miscano e Cervaro e controllava un vastissimo territorio, sorvegliando da un lato i territori beneventani e di Montefusco e dall'altro la piana di Camporeale e le gole pugliesi».
Negli stessi anni in cui si stabilivano in Irpinia, Pandolfo era riuscito nel suo obiettivo di riconquistare Capua spingendosi anche ben oltre, in quanto si era insediato a Napoli ed esercitava ampia influenza a Salerno dopo che Guaimario III era morto e il potere era rimasto in mano a Gaitelgrima di Benevento, sorella proprio di Pandolfo. Questo scenario esponeva a grossi rischi le piccole città-Stato di Amalfi e Gaeta, risultando inoltre inviso agli stessi sudditi di Pandolfo, presto distintosi per la sua rapacità e per il suo egoismo. Una simile libertà d'azione fu verosimilmente favorita dalla dipartita nel 1025 dell'imperatore Basilio II Bulgaroctono e dal richiamo in patria di Basilio Boioannes, la cui saggia parentesi in veste di catepano tra il 1017 e il 1027 aveva accresciuto la forza e l'autorità di Bisanzio nel Meridione come mai prima di allora in trecento anni; il timore reverenziale suscitato dalla sua figura avrebbe probabilmente dissuaso Pandolfo dalle sue manovre. L'eventuale prosieguo delle campagne dipendeva dalla volontà di Rainulfo Drengot, esiliato dalla Normandia per via di qualche crimine di violenza e a cui faceva capo il maggior gruppo da lì disceso. Tuttavia, egli non aveva intenzione di avvicinarsi a Pandolfo e preferiva valutare le offerte che potevano proporgli i suoi vari rivali. Fu una simile politica a far sì che, nel 1028 o comunque non oltre il 1030, affinché fossero resi più sicuri i suoi confini settentrionali con Pandolfo, il duca Sergio IV di Napoli decise di trasformare il piccolo e sino ad allora insignificante borgo di Aversa (situato 15 chilometri a nord di Napoli) in una città fortificata e la affidò a un gruppo di cavalieri normanni. Inoltre, Sergio IV concesse a Rainulfo in sposa una propria sorella, assegnando da allora a un normanno il possesso di un feudo. Intorno al 1034 la donna morì e Rainulfo cambiò fronte, sottomettendosi di nuovo a Pandolfo di Capua e sposandone una nipote. Il cinico tradimento compiuto dal nobile era finalizzato chiaramente al consolidamento della sua posizione, poiché le operazioni militari immediatamente successive dimostrarono che il peso specifico dei Normanni stava gradualmente diventando preponderante, non più soltanto complementare. Quando nel 1038 Pandolfo fu deposto per volere dell'imperatore Corrado e il principato di Capua fu concesso a Guaimario IV di Salerno, Rainulfo aveva di nuovo cambiato schieramento e ottenuto un'ulteriore promozione, venendo investito del titolo di conte di Aversa. Questo riconoscimento si doveva al fatto che i Normanni avevano combattuto al fianco di Guaimario e, tutto sommato, avevano riportato lievi perdite; al contempo, continuava a salire il totale dei conterranei giunti dalla Francia.

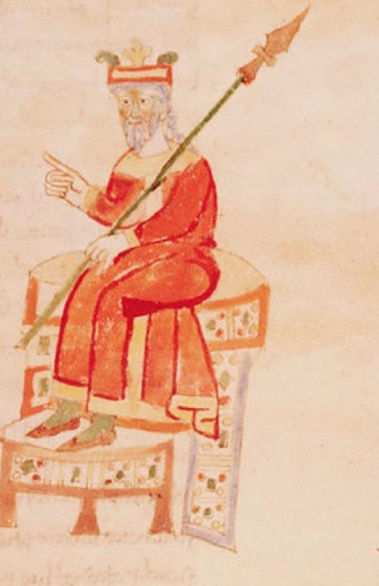
Possibile ritratto di Guaimario IV di Salerno, colui il quale concesse a Rainulfo Drengot il titolo di conte di Aversa per i servigi che gli aveva prestato

Lo scenario rimaneva instabile altrove; in Puglia, i Longobardi davano nuovi segni di irrequietezza sotto il governo di una serie di catapani inetti succeduti a Basilio Boioannes. Persino i musulmani, che avevano tirato un sospiro di sollievo dopo la morte di Basilio II, si spinsero a effettuare incursioni fino a minacciare Costantinopoli stessa. Le condizioni mutarono però improvvisamente quando l'emiro di Palermo, Aḥmad ibn Yūsuf al-Akḥal, si era trovato a fronteggiare l'esercito ribelle del fratello Abū Ḥafṣ, rafforzato da 6 000 guerrieri giunti dal Nordafrica. La situazione appariva talmente seria che nel 1035, rompendo ogni indugio, al-Akḥal implorò l'aiuto di Bisanzio, l'antico nemico. L'assassinio di quest'ultimo impedì all'Imperatore Michele IV il Paflagone di vantare un utile pretesto per invadere l'isola, ma la confusione generata dalla dipartita di al-Akḥal lo convinse comunque a spingersi verso ovest, malgrado i preparativi procedessero decisamente a rilento. Fu soltanto nella tarda estate del 1038 che, agli ordini del generale Giorgio Maniace, i Bizantini tentarono di attaccare la Sicilia. È interessante notare come, benché la spedizione fosse fallita, Guaimario di Salerno concesse per appoggiare le operazioni 300 cavalieri normanni comandanti dal longobardo Arduino, invogliati a partecipare con la promessa di ricchi bottini.
Sul finire del 1040, Arduino fu nominato governatore bizantino (topoteretes) della zona di Melfi, divenuta strategicamente rilevante negli ultimi decenni in Lucania e alle porte della Puglia. Le esose tasse pretese da Costantinopoli avevano reso la regione particolarmente instabile. Come se non bastasse, la partenza dei migliori generali, unita al summenzionato rapido avvicendamento di politici poco esperti, aveva gettato nel caos anche le coste delle Puglia, con le guardie che non apparivano in grado di arginare i tumulti. Arduino sembrava essere uno dei candidati ideali per tamponare l'emorragia, sapendo esprimersi in greco ed essendosi distinto nei combattimenti in Sicilia. Anziché reprimere i tumulti, nel marzo del 1041 Arduino si recò ad Aversa e concesse a 300 (500 secondo Goffredo Malaterra) normanni, con il consenso di Rainulfo, il diritto di insediarsi a Melfi e di sfruttarlo come quartier generale. Da lì, Longobardi e Normanni avrebbero potuto scacciare i greci e spartirsi i territori conquistati a metà. Così, dopo Aversa, Melfi assurse a nuova importante base normanna nel sud Italia. Questa migrazione rese lampante, come ha ritenuto Levi Roach, la volontà da parte dei Normanni di Aversa di ritagliarsi ulteriori domini altrove e così espandersi. Era evidentemente scattato un cambio di mentalità; a differenza dell'Inghilterra, dove la conquista normanna fu ampiamente pianificata, i loro conterranei italiani non erano infatti una presenza unita e si erano inizialmente accontentati di ricompense monetarie o di qualche terra.
Ingolositi dalla prospettiva di conquiste, aiutarono Arduino a rendersi autonomo e si impossessarono di vari insediamenti circostanti, tra cui Venosa, Lavello e Ascoli. Le fonti narrano che, a quel punto, i Normanni richiesero di poter rimanere nelle città e nelle aree conquistate, riconoscendosi sudditi imperiali. La tradizione «è molto plausibile, perché riflette quello che era da oltre un secolo il tipo di orientamento politico dei cavalieri di Normandia», fortemente indipendenti ma legati a una qualche sovranità estranea. Il secco rifiuto ricevuto innescò, il 16 marzo 1040, un grande scontro tra la schiera normanno-longobarda e i Bizantini presso le rive dell'Olivento, un piccolo corso d'acqua poco sotto Venosa. Alla battaglia di Olivento seguirono altre due gravi sconfitte per i greci a Montemaggiore e a Montepeloso, generatrici di ampia preoccupazione a Costantinopoli. La sequela di vittorie fu fermata dalle liti insorte tra Longobardi e Normanni, oltre che tra chi tra questi ultimi viveva in Puglia e chi a Melfi, ma fino ad allora non venne mai considerata l'ipotesi di eleggere un capo normanno e calmare così le acque, in quanto essi venivano ancora visti come una semplice componente mercenaria. L'estate dell'anno seguente fu contraddistinta dalle ferocissime repressioni effettuate da Bisanzio in Puglia e da un attacco condotto da Longobardi e Normanni contro Trani, rimasta fedele ai Bizantini, ma il comandante Argiro abbandonò la coalizione ribelle e si fece corrompere dalla controparte.
Stanchi dei continui tradimenti e di logiche egoistiche contorte, nel settembre del 1042, i Normanni di Melfi decisero di nominare un capo (conte) tra di loro anziché tra i Longobardi e selezionarono Guglielmo d'Altavilla, detto Braccio di Ferro, il quale, come suo fratello Drogone, aveva servito alcuni duchi longobardi in passato e poi partecipato alla fallita campagna bizantina in Sicilia di poco antecedente. La famiglia degli Altavilla (in francese Hauteville) non si era allontanata dalla Normandia, e più precisamente dal Cotentin, perché costretta all'esilio, ma per rispondere alle richieste di rinforzi di Rainulfo di Aversa e in cerca di migliori fortune; le modeste proprietà a disposizione del capostipite Tancredi d'Altavilla apparivano infatti insufficienti a mantenere i suoi ben dodici figli. Secondo Goffredo Malaterra, Tancredi stesso era un eccellente guerriero, le cui gesta avevano persuaso il duca di Normandia Riccardo II a prenderlo al suo servizio e a riservargli il comando di un'unità di dieci cavalieri; fu senza dubbio lui ad avvicinare i suoi discendenti al mestiere delle armi. La nomina di Guglielmo ricevette il placet di Guaimario di Salerno, che ancora una volta solidarizzò con quel popolo e, negli scampoli del 1042, cavalcò di persona assieme a Rainulfo fino a Melfi, al fine di investirlo del titolo di "conte dei Normanni di tutta la Puglia", mentre i guerrieri riconobbero il salernitano come "duca di Puglia e Calabria". A suo fratello Drogone venne data Venosa, mentre Rainulfo di Aversa, figura troppo potente per essere ignorata, ricevette in feudo Siponto e una parte del Gargano. Melfi rimase invece di proprietà comune, come quartier generale a ovest della Puglia. Volendo riassumere il quadro generale, i dodici capi normanni degli albori si attribuirono rispettivamente le città e i castelli di Ascoli, Venosa, Lavello, Monopoli, Trani, Civitate, Canne, Montepeloso, Grigentum (forse Frigento), Acerenza, Sant'Arcangelo e Minervino. Poiché il comandante longobardo Arduino scompare dalle fonti, non è dato sapere come e se fu onorato con lui l'accordo di assegnazione della metà delle terre conquistate.

### Prime espansioni

L'Italia meridionale tra il 1039 e il 1047

Pur avendo familiarizzato con le condizioni dell'Italia meridionale, la portata delle campagne normanne nei primi anni Quaranta rimase confinata ad alcuni territori bizantini. Verso nord, dove lo scenario era maggiormente favorevole a causa delle rivalità tra Salerno, Capua, Amalfi e Gaeta, i castelli e le terre più importanti di proprietà dell'abbazia di Montecassino erano divenuti territorio normanno in maniera non traumatica. Alcuni di questi possedimenti erano stati illegalmente concessi da Pandolfo di Capua quale compenso per servizi resi in campo militare, altri invece liberamente dati in locazione dal monastero stesso, che sperava così di guadagnare protezione. In ambedue i casi, complice lo sfruttamento dei castelli come centri di brigantaggio, la gestione normanna si rivelò disastrosa. La crisi si acuì a tal punto che, constatato il lassismo di Guaimario di Salerno, l'abate di Montecassino in persona decise di recarsi dall'Imperatore tedesco per riferire della difficile situazione, ma la sua nave naufragò al largo di Ostia e il successivo ritorno di Pandolfo in quei domini rese la vita insostenibile per gli abitanti. Stanchi dei continui soprusi, contadini, monaci, cittadini e viaggiatori cominciarono ad adottare tattiche di guerriglia per far desistere gli oppressori e trucidarono talvolta i loro signori, che dovettero cominciare a rivedere i propri comportamenti.
Nel 1044, Guglielmo desiderò guidare una spedizione in Calabria, dove fondò un nuovo avamposto a Scribla. Le cronache riferiscono della contemporanea conquista di Bovino conclusa da Drogone e atta ad aprire un varco nella Capitanata, che perlopiù si sviluppava nella parte settentrionale della Puglia. Da lì si giunse fino alle coste, come lascia desumere la firma di un atto del primo conte normanno di Lesina risalente al 1047. Le incursioni compiute ai danni del principato longobardo di Benevento, a ovest, si fermarono sul finire del 1045, quando Guglielmo si ammalò e morì. La fama che si era guadagnato in vita era stata notevole, ma la sua dipartita non incise sulla colonizzazione normanna, poiché negli ultimi quattro anni il suo titolo aveva avuto soltanto una valenza formale. Il successore più probabile di Guglielmo era Drogone, chiamato a ereditare i precari possedimenti normanni localizzati qua e là in Puglia e il piccolo avamposto detenuto in Calabria. Mentre però Guglielmo era stato eletto, il medesimo processo non toccò Drogone, ragion per cui si formò presto una piccola ala oppositrice capeggiata da Pietro, figlio del potente cavaliere Amico di Giovinazzo. Il primo ebbe la meglio nella contesa e poté concentrarsi sulla conquista della Puglia, sia pur con risultati esigui. A seguito della morte di Rainulfo, avvenuta nel giugno del 1045, Drogone fu chiamato a fare da paciere fra Aversa e Salerno quando nacquero delle incomprensioni tra i Normanni. Subito prima che questa mediazione avesse luogo, nell'anno 1046, a Drogone era stata concessa in sposa da Guaimario di Salerno una sua figlia, Gaitelgrima.
Poco più tardi, l'imperatore tedesco Enrico III volle risolvere la disputa dei tre papi a Roma, indicendo il concilio di Sutri, e poi chiarire il futuro politico di Capua. Il 3 febbraio del 1047, Enrico riunì assieme Guaimario IV di Salerno, Pandolfo IV di Capua, Drogone d'Altavilla e Rainulfo II Trincanotte, nipote del vecchio Rainulfo e conte di Aversa in carica. La crescente potenza di Guaimario aveva, già da tempo, preoccupato la Germania e il pagamento di grosse somme di denaro da parte di Pandolfo all'erario imperiale aveva spinto Enrico a riconoscergli la sovranità su Capua. Guaimario, che si era insediato nella città da nove anni, apprese la notizia con sgomento e rabbia, lasciando intendere di essere pronto a scatenare una guerra. Sempre a Capua, Enrico decise di intervenire sullo status dei Normanni. A suo giudizio, l'assegnazione del titolo di "duca di Puglia e di Calabria" a Guaimario non si reggeva su nessuna base giuridica se non sull'acclamazione normanna, così come Drogone non godeva di alcun appoggio se non quello reciproco del sovrano salernitano. Precisando che sarebbero stati a lui formalmente sudditi, Enrico concesse a Drogone la piena investitura imperiale come "Dux et Magister Italiae Comesque Normannorum totius Apuliae et Calabriae" e riconfermò ufficialmente Rainulfo conte di Aversa. Si può supporre che a Guaimario fosse stato permesso di preservare la sua autorità sui Normanni, ma non è certo; «il suo ducato spurio gli fu tolto e lui non si servì di quel titolo mai più». L'Imperatore si recò infine a Benevento, dove, con grossa sorpresa, trovò gli abitanti che gli sbarrarono le porte e rifiutarono di aprirgliele. L'investitura degli stranieri era risultata chiaramente sgradita ai Beneventani, i quali già da qualche tempo erano in cattivi rapporti con i Normanni e con Guaimario. Può anche darsi che paventassero delle ripercussioni per via della cattiva accoglienza riservata alla suocera dell'Imperatore, la quale poco prima stava tornando da un pellegrinaggio al Gargano. Richiamato dai suoi affari in sospeso in Germania, Enrico non aveva tempo per assediare la città e così, senza indugi, scelse di consegnare tutto il ducato a Drogone e a Rainulfo, lasciando loro la possibilità di muoversi come meglio credevano e ottenendo l'autorizzazione del sempre acquiescente papa Clemente II a emettere una scomunica generale contro Benevento.

### Arrivo di Roberto
Proprio in quel frangente si era recato nel Mezzogiorno un fratellastro di Drogone, Roberto, attirato dai racconti dei suoi parenti sulle imprese da loro compiute. È verosimile che avesse lasciato la Normandia perché, essendo uno dei figli minori, non poteva aspirare a una porzione di eredità consistente. A differenza di Guglielmo, Drogone e Umfredo, il minore dei tre fratelli, i quali erano cresciuti insieme e discesi in compagnia nel Sud formando un gruppo molto affiatato, Roberto aveva un decennio in meno e veniva percepito più come un rivale che come un alleato. Finito al servizio di Pandolfo di Capua per breve tempo, ebbe modo di apprendere tanto dallo smaliziato politico.

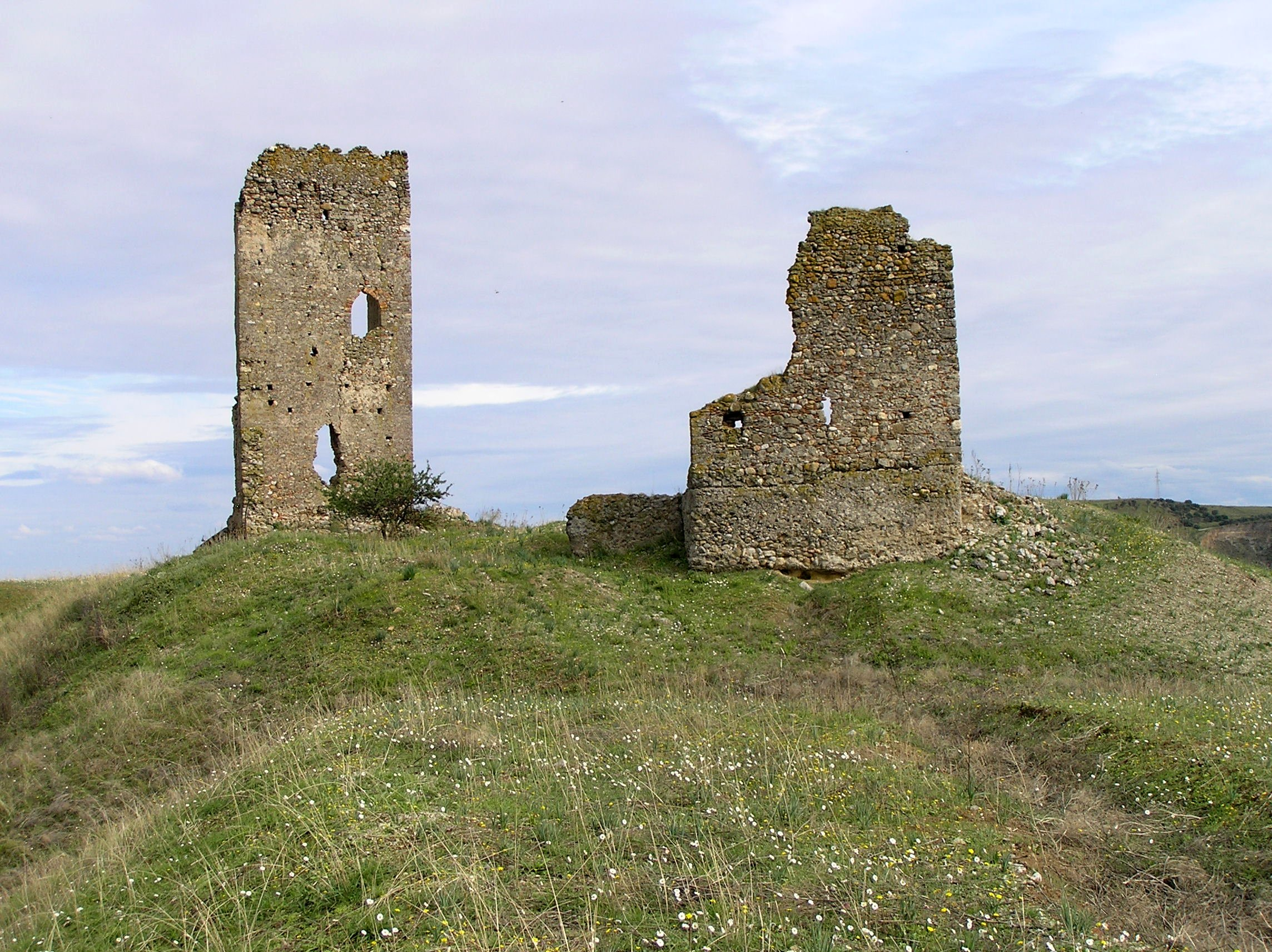
Ruderi del castello di Scribla, da cui il giovane Roberto d'Altavilla avviò numerose incursioni nel Ducato di Calabria. Fu lì che si guadagnò il soprannome di "Guiscardo"

Non disponendo di sufficienti risorse economiche e con la Campania e la Puglia scevre di opportunità per ritagliarsi un proprio spazio, Roberto ritornò da Drogone in cerca di sostegno, il quale, forse per allentarlo finalmente da lui, decise di spedirlo in Calabria, dove i suoi uomini stavano presidiando alcuni passi appenninici. Lì fu insediato nel castello di Scribla, dove l'afa tipica della valle del Crati e le infestazioni di malaria rendevano la vita particolarmente difficile. Roberto si diede così al brigantaggio, ma si trattava di una terra complessa in cui muoversi, considerando che l'abitudine alle incursioni islamiche aveva spinto molti insediamenti a dotarsi di solide mura che il Normanno non era in grado di attaccare con sufficienti unità. Le cronache narrano che la fortuna di Roberto iniziò in quel difficile contesto a San Marco Argentano, sebbene vengano riferite diverse versioni; secondo una di queste, il Normanno convinse con l'inganno Pietro, un notabile della cittadina di Bisignano, a uscire dalle mura e a incontrarlo a ovest della valle del Crati. Disarcionatolo da cavallo, lo sequestrò e chiese per la liberazione un ingente riscatto, poi pagato, grazie al quale radunò attorno alla sua persona numerosi simpatizzanti, attratti anche dalla curiosità e dal suo carisma. Il primo comandante di spicco a seguirlo fu Gerardo di Buonalbergo, un nobile a capo di un gruppo di Normanni stabilitosi a Telese, circa trenta chilometri a nord-ovest di Benevento. Gerardo portò con sé 200 cavalieri, con il risultato che Roberto probabilmente si ritrovò con un'armata più che raddoppiata. La loro alleanza divenne così stretta da portare al matrimonio di Roberto con la zia di Gerardo, Alberada (una giovane sorella del padre di Gerardo), unione alla quale Drogone acconsentì però malvolentieri. Secondo Amato, fu proprio Gerardo ad assegnare al giovane il soprannome con cui divenne famoso, "il Guiscardo", ovvero "l'astuto" o "il furbo", quando venne a sapere le vicende che riguardarono Roberto a Bisignano; pare che egli lo accolse con orgoglio.

### La coalizione di papa Leone IX e la battaglia di Civitate
Asceso al soglio, papa Leone IX si preoccupò subito della situazione dell'Italia meridionale, dilaniata dalla dilagante corruzione nel clero (la simonia era una pratica comune) e dai pericoli in cui incorrevano i pellegrini in visita nei luoghi religiosi, soprattutto presso il Gargano, infestato da briganti normanni d'ogni sorta. A tal proposito l'abate benedettino Giovanni di Fécamp, salvatosi per miracolo durante un recente pellegrinaggio, riferì a Leone: «L'odio degli Italiani per i Normanni ha raggiunto proporzioni tali che è quasi impossibile per un normanno, anche se si tratta di un pellegrino, passare per le città italiane senza venire aggredito, rapito, derubato di tutto ciò che possiede, bastonato, caricato di catene – tutto ciò, se non esala lo spirito in una fetida prigione». La loro posizione si era rafforzata per via della legittimazione feudale garantita da Enrico III, dalle campagne di espansione con cui si erano spinti fino alle porte dello Stato pontificio e dall'assegnazione di Benevento, per due secoli e mezzo sempre rimasta legata al papato. I Beneventani stessi ripudiavano i propri governatori ma non avevano la capacità di respingere gli stranieri, considerati i presidi strategici di cui si erano impossessati e che andavano da Bovino a Troia. Il papa giunse a indagare di persona e rimase talmente inorridito da segnalare al Basileus bizantino Costantino IX Monomaco i crimini commessi dai Normanni di cui aveva appreso. Il suo itinerario proseguì nell'inverno del 1050-1051 in Germania, dove riferì delle vicissitudini in corso. Una volta ritornato a marzo e mentre i Normanni insediavano i loro ex signori longobardi in Campania, Leone venne a sapere che i cittadini di Benevento avevano deciso di cacciare il loro principe Landolfo VI per sottomettersi direttamente a lui, nella speranza che fosse in grado di garantire maggiore protezione contro i Normanni. Tale invito non poteva essere rifiutato, motivo per cui Leone si mosse non appena gli risultò possibile, ovvero al termine di un sinodo che lo vedeva impegnato. Oltre al pontefice, il quale sicuramente sperava che più realtà avrebbe seguito l'esempio di Benevento, gli atteggiamenti bellicosi dei nuovi arrivati e la loro aggressività avevano ormai esasperato anche i Bizantini e i Longobardi. I primi speravano di restaurare il potere bizantino sulla penisola su forte incoraggiamento del già citato generale Argiro di Bari, figlio di Melo; i secondi desideravano il ripristino della vecchia aristocrazia italo-longobarda che, ormai, da ben cinque secoli amministrava vaste regioni.

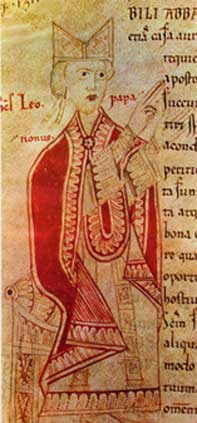
Miniatura di papa Leone IX contenuta in un manoscritto dell'XI secolo

A preoccupare era la velocità con cui i Normanni si impossessavano dei vari territori. All'inizio degli anni Cinquanta ebbe luogo la conquista della contea di Bojano ad opera di Rodolfo di Moulins (o di Molisio), che comprendeva il complesso delle diocesi di Bojano, Isernia, Venafro, Trivento, Guardialfiera, Limosano e una parte di quelle di Larino e Termoli. Benché le operazioni di conquista di tale regione siano scarsamente documentate, si trattò di un episodio storico importante poiché questa vasta unità fu ribattezzata in età monarchica "contea di Molise", dal nome della famiglia che la deteneva, e costituì il nucleo del moderno Molise. Leone dovette essere sicuramente a conoscenza di questi eventi quando nel luglio del 1051 arrivò a Benevento, dove incontrò Drogone e Guaimario IV di Salerno e dove entrambi si impegnarono a garantire che gli attacchi nel territorio beneventano sarebbero cessati. Si trattava di un accordo dalla validità opinabile, poiché nella sostanza nessuno era in grado di porre un freno alle scorribande normanne; lo dimostra il fatto che esse si susseguirono indisturbate in Puglia. Le preoccupazioni generate da queste devastazioni non suscitarono soltanto lo sdegno di Leone e dei beneventani, ma anche della popolazione longobarda della Puglia, che sul principio aveva accolto i Normanni alla stregua di liberatori, salvo poi rendersi conto che non vi erano grosse differenze con i vecchi governatori bizantini. Questo clima di ostilità portò all'omicidio di Drogone e di vari suoi seguaci, assassinati nell'agosto del 1051 presso il monte Ilaro, vicino a Bovino. Per quanto alcune circostanze relative all'evento resteranno per sempre irrisolte, le conseguenze furono nefaste, poiché i Normanni si infervorarono ulteriormente e dimostrarono che, in fin dei conti, eliminare una figura tutto sommato moderata come Drogone aveva rappresentato un errore.
L'imperatore Enrico III, complice dell'instabilità del Mezzogiorno, non sembrò curarsi degli appelli all'intervento compiuti da papa Leone e preferì concentrarsi sulla guerra che stava conducendo contro l'Ungheria di Andrea I. Allo stesso tempo, anche il re di Francia glissò sulla preghiera di aiuto, dovendosi peraltro già preoccupare dei Normanni attivi nelle sue terre. La richiesta di assistenza fu abbracciata probabilmente dalla parte su cui venivano riposte meno speranze in assoluto, ovvero Costantinopoli. Argiro di Bari si era recato nel Bosforo e aveva sollecitato un intervento contro quella che veniva ritenuta una minaccia maggiore rispetto ai latini. Il riavvicinamento diplomatico operato dal papa, unito al fatto che Argiro fosse di origini longobarde e dunque maggiormente conscio del pericolo, convinse la corte greca dell'effettivo stato di disagio, motivo per cui si decise di allestire quanto prima un'armata. Alle invocazioni a impugnare le armi del pontefice, molti baroni del Meridione e del Centro risposero presente; per ultimo, pur nutrendo flebili speranze che potesse unirsi alla coalizione, Leone volle rivolgersi a Guaimario IV. Pur lusingato dalla proposta, costui replicò che non solo non poteva far parte di nessuna alleanza anti-normanna, «ma che gli sarebbe stato impossibile tenersi in disparte se costoro fossero stati attaccati». La titubanza di Guaimario IV passò in secondo piano rispetto a quest'ultima sibillina frase, poiché Leone confidava fortemente nella sua neutralità. Un cambio di scena avvenne quando, a giugno, Guaimario e suo fratello Pandolfo vennero trucidati da alcuni suoi cognati con l'appoggio di una fazione filo-bizantina precedentemente stanziatasi ad Amalfi e rifiutatasi di pagare il consueto tributo di vassallaggio a Salerno. Uno dei parenti scampati alla congiura, il duca di Sorrento Guido, si affrettò a incontrare i Normanni e li convinse a prestargli aiuto contro i nemici interni. I congiurati furono così raggiunti a Teano e trucidati con violenza dai Normanni, i quali trafissero i traditori con un colpo per ogni coltellata inflitta al defunto Guaimario. Il papa seguì con trepidazione questi sviluppi da Benevento e quando scoprì che alcune delle sue truppe, per la paura, avevano disertato, partì immediatamente per la Germania e informò Enrico III degli avvenimenti in corso. Pur avendo acconsentito a mettere a disposizione un plotone, il sovrano lo richiamò ancora prima che raggiungesse le Alpi. Tuttavia, il fratello del duca di Lorena Federico (il futuro papa Stefano IX), che godeva della fama di "prete guerriero", non lasciò andare via il pontefice a mani vuote e radunò 700 soldati svevi che finirono per costituire il nerbo dell'esercito. Le armate accrebbero lungo la strada e negli albori di giugno comparvero a Benevento, dove Leone si accordò con Argiro per incontrarsi con i Bizantini a Siponto. Poiché però la via principale a est di Benevento era dominata dalle fortezze nemiche di Troia e di Bovino, si seguì una strada tortuosa, spostandosi a nord nella valle del Biferno e quindi a est sotto al Gargano.
I Normanni stavano osservando attentamente l'avanzata degli ostili e stavano ragionando sul da farsi, considerando che erano stati lasciati soli anche dai loro più vicini alleati, i Salernitani, e che di fronte avevano un maestoso esercito composto da tutti coloro che erano stanchi delle loro vessazioni. Dovendo riorganizzarsi immediatamente, i Normanni decisero di riunirsi sotto lo stendardo del giovane Umfredo, succeduto a Drogone come conte di Puglia nel 1051. Egli era stato raggiunto da Riccardo I di Aversa, nipote di Rainulfo Drengot, e dalle forze che Roberto il Guiscardo comandava in Calabria, con i quali Umfredo concordò una strategia di difesa. In maniera del tutto logica, si progettò di impedire all'esercito pontificio di congiungere le forze con la spedizione bizantina di supporto. Guglielmo di Puglia riferisce che i Normanni di Umfredo contavano 3 000 cavalieri, sostenuti da un contingente più ristretto di fanti. Tali cifre, ritenute dagli storici abbastanza legittime, consentono di affermare che si trattasse di una compagine di tutto rispetto, malgrado assai meno folta di quella di Leone.

Schema della battaglia di Civitate del 18 giugno 1053.
In rosso: Normanni.
In blu: Coalizione pontificia.
In verde: collina di Civitate

I due schieramenti si trovarono faccia a faccia il 17 giugno nei pressi di Civitate, una piccola cittadina affacciata sul Fortore. Constatando la propria inferiorità numerica, le poche migliaia di Normanni preferirono precocemente provare la via diplomatica e intavolare delle trattative, sia pur tutte fallite malgrado la proposta di governare i propri territori in qualità di vassalli del pontefice, in modo identico ai Beneventani. Temendo l'arrivo di rinforzi e dovendo fronteggiare la scarsità di risorse disponibili, i Normanni impugnarono le armi e nella mattina seguente, il 18 giugno, si prepararono al combattimento. L'esercito si dispose in ordine di battaglia, con Umfredo e i Normanni pugliesi sul lato sinistro e Riccardo e i suoi cavalieri sul lato destro. Grazie a un efficace strategia di combattimento, i Normanni prevalsero sugli avversari con audacia. Papa Leone IX osservò con preoccupazione gli scontri dai bastioni di Civitate, ma comprendendo che i Bizantini non sarebbero giunti in soccorso e che non avrebbero nemmeno provato a ingaggiare battaglia senza l'aiuto dei suoi uomini, si affrettò a chiedere ai cittadini di aprire le porte e concedergli rifugio. Con suo sommo dispiacere, al di là delle mura preferirono non dargli ascolto, con la speranza di ingraziarsi i Normanni, e lo consegnarono al nemico.
I Normanni non si comportarono però in maniera superba e nell'immediato non cercarono di approfittare del vantaggio ottenuto, riservando al Santo Padre tutti gli onori. I negoziati per la pace si profilavano difficili e, a riprova di ciò, basti pensare che si trascinarono per ben nove mesi a Benevento. La posizione dell'imprigionato papa rimase assolutamente rigida, forse perché confidava nell'arrivo di un esercito imperiale guidato da Enrico. Resosi conto di quanto vana fosse l'attesa e dovendo convivere con uno stato di salute in continuo peggioramento, nel gennaio del 1054 il pontefice riconobbe la legittimità del possesso dei feudi normanni. Pur non essendo noto il contenuto dell'intesa finale, si immagina che il riconoscimento de iure non riguardasse Benevento stessa ma soltanto il suo circondario, in quanto la città rimase sotto la sovranità del papato. In seguito alla morte di Leone, accaduta poco più tardi del suo ritorno a Roma il 19 aprile, nessuno osò mettere ulteriormente in discussione i diritti basilari dei Normanni, né si intrapresero azioni efficaci per cacciarli dalla penisola.

### Gestione dei possedimenti e arrivo di Ruggero
Secondo John Julius Norwich, il Grande Scisma del 1054 fu favorito anche «dalla tensione allora esistente per la presenza dei Normanni nell'Italia meridionale e per le pressioni da loro esercitate». Mentre si consumava il grave dramma religioso, i Normanni si lanciarono all'assalto di nuovi obiettivi. Alla fine del 1055, proprio quando Oria, Nardò e Lecce stavano capitolando, Roberto il Guiscardo aveva con una rapacità impressionante occupato Minervino, Otranto e Gallipoli. I progressi furono talmente veloci e considerevoli da preoccupare il conte Umfredo, il quale, temendo per se stesso, gli ordinò di tornare al suo avamposto isolato in Calabria. Lì non si rassegnò all'inattività, in quanto aggredì i possedimenti di Gisulfo II di Salerno a Cosenza e nei dintorni e li conquistò per sé. Grazie a questa campagna, al pari dell'area a nord del Crati, ormai sotto il saldo controllo di Roberto, cominciarono a pagare dei tributi anche dei centri importanti situati più a sud, tra cui Bisignano, Martirano e Cosenza stessa. Al suo ritorno fu avvisato che Umfredo era morente e una volta raggiuntolo, malgrado tra i due non scorresse buon sangue, il conte accantonò le sue rimostranze e nominò Roberto tutore e protettore del figlio Abelardo, ancora in fasce, e amministratore di tutte le sue terre durante la minore età di questi. Quando Umfredo morì nella primavera del 1057, rimaneva in vita tra i fratelli maggiori soltanto Goffredo, l'unico che aveva salutato la Normandia alla volta dell'Italia e che però non si era distinto in maniera particolare. Guglielmo, conte attivo nel Principato di Salerno, e Malgerio, conte nella Capitanata, erano di recente arrivati e si stavano impegnando a compiere imprese (specie Guglielmo, che aveva già tolto il castello di San Nicandro, presso Eboli, al principe di Salerno), ma erano entrambi minori di età rispetto al Guiscardo. Nessuno aveva quindi il prestigio e la potenza di Roberto, che come temeva Umfredo presto unì i suoi possedimenti a quelli che sarebbero stati destinati al nipote Abelardo, rinnegando la sua previa promessa. Quando nell'agosto del 1057 fu proclamato ufficialmente successore del fratello dai Normanni riuniti a Melfi, dove aveva ordinato di costruire un suo personale castello, Roberto risultava il più grande proprietario terriero e l'uomo più potente di tutto il Mezzogiorno, avendo raggiunto tale traguardo in soli undici anni. Secondo Marjorie Chibnall, seppe sfruttare appieno tutte le tattiche apprese «nella sua precedente vita di bandito e di mercenario».

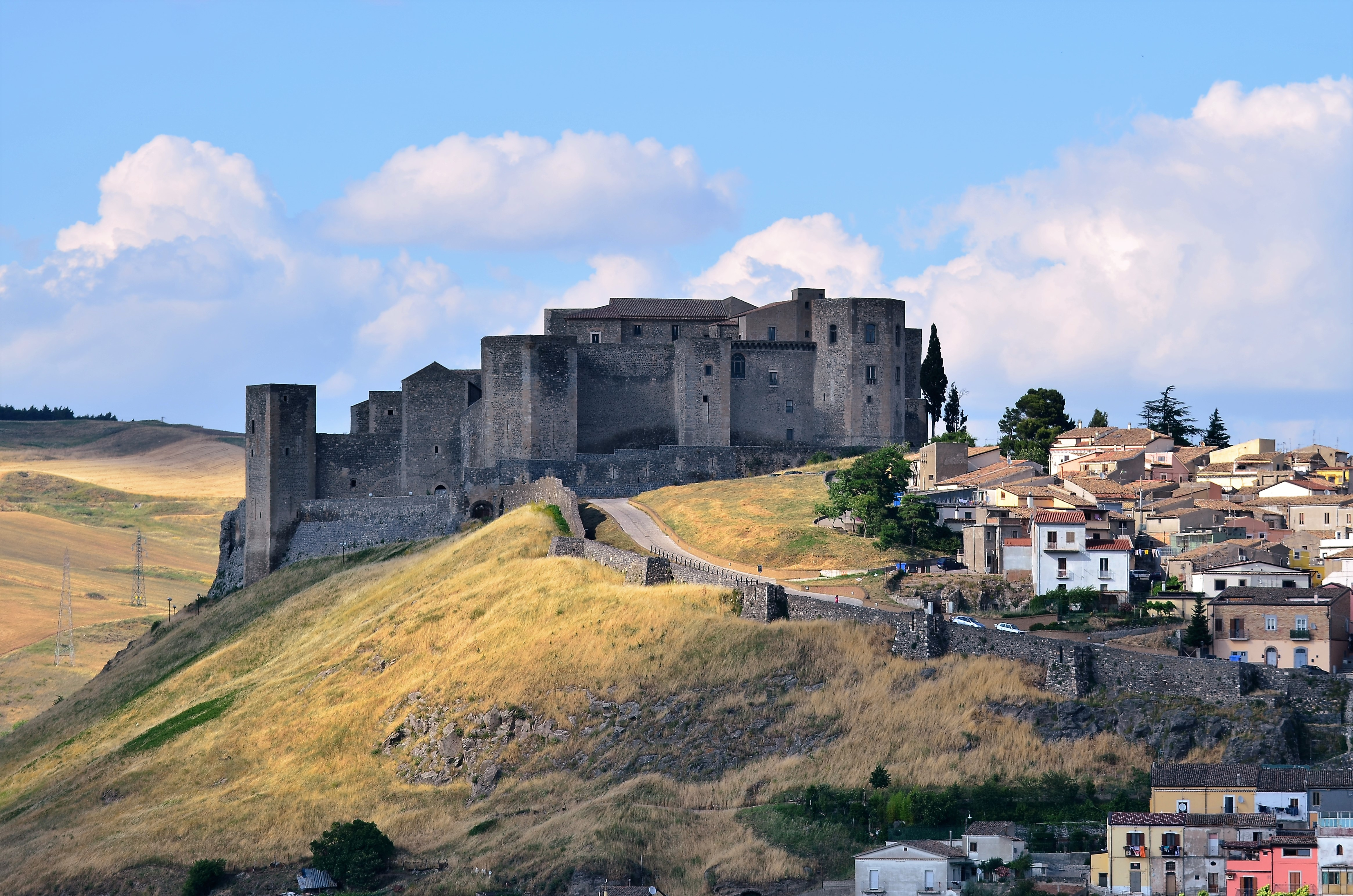
Il castello di Melfi, costruito in epoca normanna

Riccardo di Aversa rappresentava il rivale più pericoloso per Roberto, ma i Normanni di Melfi e della Campania settentrionale costituivano due gruppi ben distinti e ciò aveva fatto sì che non si fossero scontrati. Riccardo si era poi impegnato in una lotta che lo stava contrapponendo al già citato Gisulfo II di Salerno, protagonista di un'ottusa e serrata lotta contro i Normanni, destinata per gli studiosi moderni a un'inevitabile fallimento. La sua tattica, del tutto antitetica rispetto al suo padre e predecessore Guaimario IV, portò a una continua erosione dei suoi domini, che finirono per rimanere confinati quasi esclusivamente a Salerno, ma anziché spingersi lì, Riccardo volle concentrarsi invece su Capua, dove si era insediato il figlio del defunto Pandolfo IV, Pandolfo VI. La morte di quest'ultimo, verificatasi nel 1057, coincise con il momento perfetto per colpire il bersaglio, che decise di arrendersi. Subito dopo fu la volta di Gaeta, i cui appannaggi verso le montagne finirono aggrediti con una ferocia inaudita (emblematico fu il caso di Aquino).
Con il passare del tempo, Roberto il Guiscardo accarezzò l'idea di espandersi a macchia d'olio in Puglia e Calabria, fino a raggiungere la parte meridionale della penisola. Questo obiettivo non poteva però essere conseguito senza adottare un minimo di organizzazione trasversale, dall'ambito politico a quello militare, da quello amministrativo a quello diplomatico. Le interazioni culturali vennero favorite dal fatto che i normanni fossero giunti in Italia a piccoli gruppi composti soprattutto da combattenti, motivo per cui i condottieri più illustri sposarono spesso nobildonne del posto. Riguardo alla gestione di quanto conquistato, in generale si assistette a una politica di adattamento all'assetto precedentemente esistente. Nei principati longobardi, in particolare, esistevano le contee, circoscrizioni amministrative nelle quali il potere era trasmesso in forma ereditaria e dove i conti godevano di un discreto margine di autonomia decisionale. In linea di massima, è corretto dire che i «Normanni presero il posto dei conti longobardi» affermandosi nella loro élite, ma i secondi non vennero affatto esautorati del tutto, conservando anzi la maggioranza dei vecchi domini già detenuti. Come anticipato poco sopra, tuttavia, il processo di suddivisione non emulò ovunque, in modo passivo, i confini precedenti, con alcune contee che finirono addirittura soppresse e altre che nacquero proprio in quell'epoca. A differenza delle terre longobarde, in Puglia non esisteva una vera aristocrazia e l'amministrazione bizantina si fondava su un sistema fortemente legato alla difesa delle città murate. Roberto, saggiamente, non stravolse il meccanismo e non alterò il regime di tassazione che fu, limitandosi a insediare dei suoi seguaci o dei vassalli nei feudi in proprio possesso senza effettuare ingerenze. Proprio per questo, il suo governo in Puglia è stato descritto dagli storici come «una legittimazione delle istituzioni preesistenti». Seguendo l'esempio di Melfi, molti suoi fedelissimi vollero edificare delle fortezze più o meno grandi nelle terre che donò loro.
La progenie degli Altavilla dovette di certo impressionare e sembrare sterminata alle comunità del Meridione, considerando che quattro di questi erano assurti al potere supremo, e altri tre invece si erano solidamente affermati tra gli aristocratici più importanti. In quel frangente fece la sua comparsa un ennesimo discendente, l'ottavo figlio di Tancredi, Ruggero. Il giovane ventiseienne giungeva carico di speranza a Melfi, da dove proseguì nelle sue scorribande nel Meridione. Le operazioni di conquista della Calabria occidentale procedettero spedite, ma una ribellione richiamò Roberto in Puglia e lo spinse a spostarsi. In quell'occasione, incaricò il fratello di agire in sua vece e lo richiamò poi a Melfi quando fu necessaria la sua presenza per sopprimere gli insorti insediatisi anche in quell'avamposto così importante. Presto si manifestarono litigi, sia pur in circostanze poco chiare e forse legate alla spartizione dei bottini accumulati da Roberto, ritenuta maldestra dal fratello. Ruggero fu così invitato a spostarsi altrove e venne accolto dal conte del Principato, Guglielmo, un altro già citato consanguineo. Lì ricevette in gestione il castello di Scalea, da cui organizzò diverse fruttuose razzie. La situazione degenerò quando si verificò una grave carestia nel 1058 in Calabria, probabilmente causata dall'applicazione della tattica della terra bruciata ad opera dei Normanni. Spinto dalla fame e dall'insofferenza, il popolo si rifiutò di pagare le tasse e di prestare servizio militare, insorgendo dapprima a Nicastro e poi nell'intera regione contro coloro che venivano considerati oppressori stranieri. Roberto il Guiscaldo stava al contempo domando un'altra insurrezione in Puglia, dove era abituato a focolai di rivolta comandati da gruppi di nobili più o meno ampi. Stavolta però la portata delle proteste si rivelò per Roberto insostenibile, tanto da essere costretto a rivolgersi al fratello che aveva allontanato, il quale accettò di porgergli aiuto al prezzo della metà dei territori da lui sottomessi, al riconoscimento dei suoi stessi diritti in tutte le città e alla promessa che tutto ciò che restava da conquistare tra Squillace e Reggio sarebbe spettato a Ruggero, oltre all'intera Sicilia. Sia pur con riluttanza, Roberto dovette accettare l'accordo, essendosi reso conto che non poteva rinunciare agli aiuti in una terra così impervia e le cui vie di comunicazione risultavano così insicure. Le fonti non forniscono dettagli in merito, ma i disordini vennero sedati da Ruggero (probabilmente in maniera violenta) e ciò consolò Roberto. Pur essendo un uomo che prediligeva spingersi verso nuove conquiste anziché preoccuparsi di amministrare quanto già acquisito, il Guiscardo dovette avvedersi del fatto che, senza una maggiore coesione dei suoi vassalli in Puglia, qualsiasi suo progetto di espansione sarebbe stato destinato a fallire. Per accattivarsi le simpatie dei longobardi e adducendo come pretesto i limiti proibiti di parentela che erano stati valicati, si convinse a ripudiare la sua prima moglie Alberada, da cui già aveva avuto un figlio, Boemondo. La scelta della nuova moglie ricadde sulla principessa Sichelgaita, maritata con il consenso del principe di Salerno e fratello Gisulfo, il quale necessitava disperatamente di un alleato per tenere a bada Riccardo di Capua e Guglielmo d'Altavilla. La decisione non fu presa a cuor leggero da Gisulfo, poiché aveva sempre detestato, come detto, i Normanni, ritenendoli responsabili della perdita di gran parte dei suoi domini. L'alleanza matrimoniale poteva garantire ai Salernitani la protezione della crescente potenza dell'Italia meridionale, consentendo al contempo a Roberto di legittimare le conquiste recenti e accreditarsi tra gli aristocratici locali.

### Il pontificato di Niccolò II e i Normanni: un'inedita alleanza
Uno degli elementi che aveva contribuito alla conquista normanna, oltre alla superiorità militare, fu la riconciliazione con il papa. Dopo la battaglia di Civitate, i papi succedutisi avevano tentato di ridare vita a una coalizione anti-normanna, ma Bisanzio era in quel momento troppo debole e i tedeschi del Sacro Romano Impero non sembravano nutrire grande interesse. Il momento più pericoloso coincise con l'affermazione al soglio di Federico di Lorena, asceso come papa Stefano IX. Il suo piano di insediare un monarca tedesco con lui imparentato e costituire così una coalizione tra Chiesa e Impero contro i normanni si dissolse soltanto per via della sua morte. L'elezione papale del 1058, culminata con la nomina di papa Niccolò II a cui si opponeva Benedetto X, rese lampante che, proprio come si verificò sin dall'epoca di Leone IX, fosse ancora in corso una serrata lotta tra l'aristocrazia romana e la Germania, una circostanza questa che rendeva il papato estremamente precario. Ecco che, in questo turbolento contesto, si arrivò alla sorprendente decisione di rivolgersi proprio al nemico più odiato dai pontefici prima attivi, il popolo dei Normanni. Si trattò di una decisione assolutamente straordinaria: essi venivano ancora considerati da molti, e non in maniera immotivata, un nugolo di «barbari e banditi», tanto che alcuni ritenevano preferibile piuttosto il dialogo con l'antipapa Benedetto X. Nel 1059, Ildebrando di Soana, arcidiacono di Roma e rappresentante ufficiale del papa, si recò a Capua in cerca del sostegno militare di Riccardo. Se fino all'anno precedente i Normanni guardavano con timore il papato, questo sviluppo coincideva con una rivoluzione copernicana. In cambio di 300 cavalieri, Ildebrando riconobbe al capo normanno la dignità di principe legittimo di Capua, accettando il suo giuramento di fedeltà a Niccolò II. Questo rapporto simbiotico permise al papa di godere del sostegno militare per stroncare i sostenitori di Benedetto X, arresosi nel mese di marzo a Galeria, mentre Riccardo ottenne il riconoscimento ufficiale del suo status di principe di Capua da parte della curia romana. Da allora, Niccolò II adottò coraggiosi provvedimenti finalizzati a ridurre l'ingerenza del Sacro Romano Impero e dell'aristocrazia capitolina nelle politiche della Santa Sede. Le circostanze che gli avevano permesso di compiere queste mosse lo indussero a riflettere e a considerare l'ipotesi che, qualora i Normanni fossero riusciti ulteriormente a estendersi, magari avrebbero meglio potuto proteggere il papato e scacciare gli eretici bizantini dalla penisola o, ancor meglio, gli "infedeli" musulmani presenti in Sicilia.

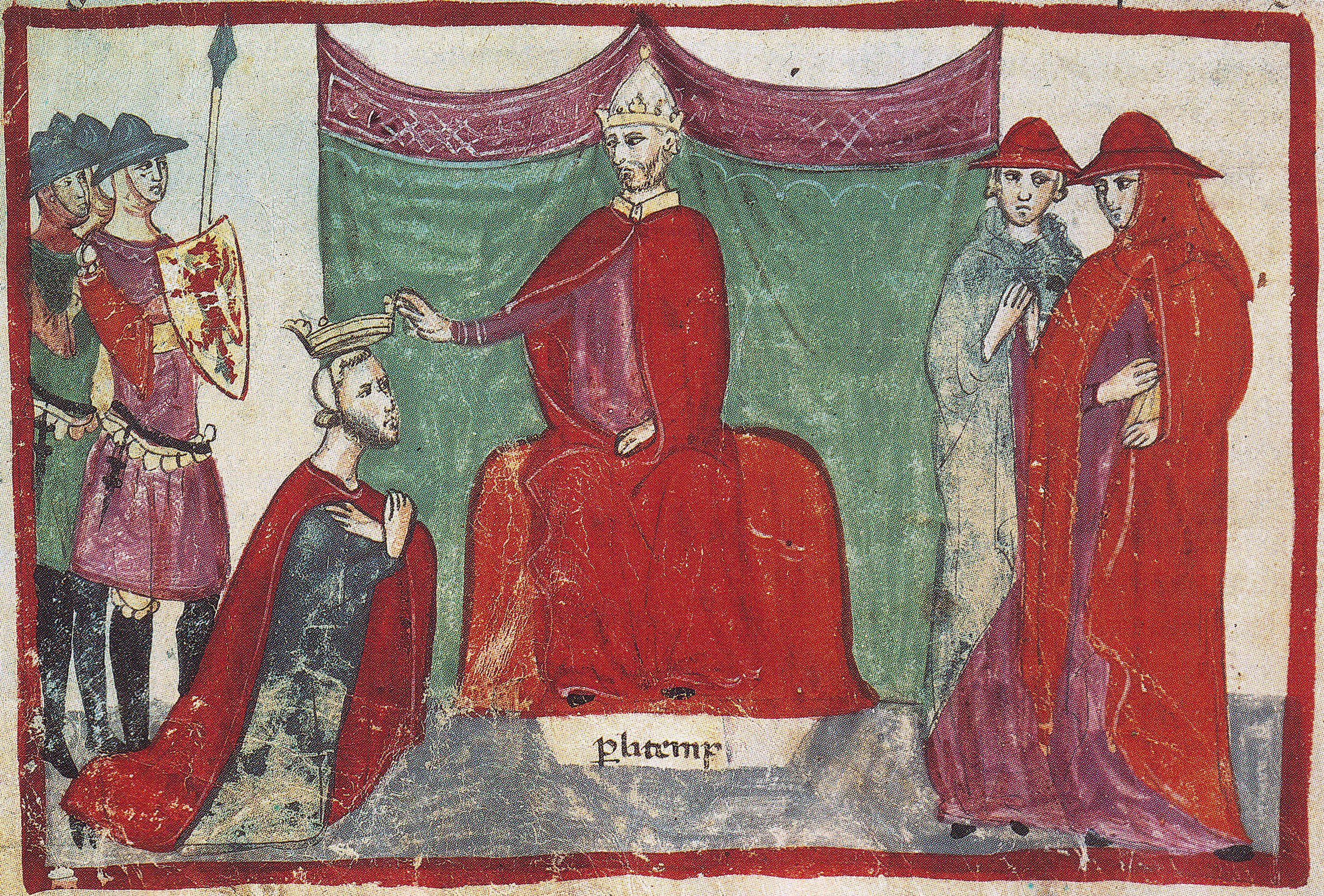
Roberto il Guiscardo nominato "duca di Puglia e Calabria" da papa Niccolò II durante il concordato di Melfi

Nell'agosto del 1059, dopo aver stretto contatti anche con Roberto, il pontefice si recò personalmente nel Sud per presenziare un concilio a Melfi da lui convocato. Lo scopo ufficiale per cui fu indetto tale incontro riguardava l'osservanza della castità e, in particolare, del celibato. Il divieto imposto dai riformatori milanesi e romani non sembrava infatti lambire quelle terre rimaste nella zona d'influenza ellenica. Altrettanto pregnanti furono i provvedimenti adottati nei confronti dei Normanni. Innanzitutto, il papa confermò i diritti di Riccardo come principe di Capua e, dopo avergli giurato lealtà, Roberto venne investito «per grazia di Dio e di san Pietro, duca di Puglia e di Calabria e, con l'aiuto di entrambi, futuro duca di Sicilia». Il titolo ducale assegnatogli lo poneva al di sopra dei conti normanni, ma questa nomina fu mal digerita dalla nobiltà a lui suddita, che più volte insorse minando la sua autorità. In secondo luogo, la formula adottata non si limitava a suggellare quanto già sottomesso, poiché lasciava intendere il consenso di Niccolò II a eventuali conquiste future. Il riferimento alla Sicilia, dove per altro Roberto non era mai stato, confermerebbe per gli storici quanto sopra anticipato, ossia la speranza covata dal papa che l'isola ritornasse ad abbracciare il cristianesimo. È interessante aggiungere che, in quella fase storica, Roberto non aveva nemmeno espugnato tutta la Calabria, poiché Reggio e Squillace sarebbero cadute nel 1060. In verità, nemmeno sulla Puglia poteva estendere tutta la sua autorità, in quanto alcune città sfuggivano al suo controllo ed erano ancora fedeli a Bisanzio. È certo che il concilio lasciò tutte le parti soddisfatte e che il trattato di Melfi sancì inequivocabilmente ancora una volta, semmai ve ne fosse stato bisogno, che i normanni fossero venuti per restare.

### Fine della conquista calabrese e dissidi interni
Ai sogni di Roberto sulla Sicilia si frapponevano soltanto le ultime guarnigioni greche rimaste. Cariati, presa di mira da alcune settimane, si arrese appena Roberto arrivò da Melfi e, subito dopo, capitolarono sia Rossano che Gerace. Tutto sommato, la conquista della Calabria si era rivelata abbastanza celere. La costruzione dei castelli e l'oculata gestione di quelli già edificati aveva giocato un ruolo chiave; tra i più importanti realizzati si possono annoverare i già citati Scribla e San Marco Argentano, da cui ci si era propagati nella valle del Crati. La strategia solitamente adottata era stata la seguente: impiegare i castelli come base da cui far partire sporadici saccheggi nella regione fino alla sua resa. Si provvedeva quindi a stipulare trattati con le città sottomesse, le quali giuravano fedeltà e accettavano di fornire tributi e soldati. Le roccaforti di nuova costruzione venivano affidate a parenti e vassalli, tendenza che favorì lo sviluppo di istituzioni feudali più in Calabria che in Puglia. L'ultimo avamposto degno di nota ancora in mano bizantina restava Reggio, su cui Roberto si concentrò dopo aver trascorso l'inverno del 1059 in Puglia ad assaltare con successo Taranto e Brindisi. Ruggero si era nel frattempo stabilito a Mileto, elevandola a sua capitale, dove si stava gradualmente adattando alla cultura locale.

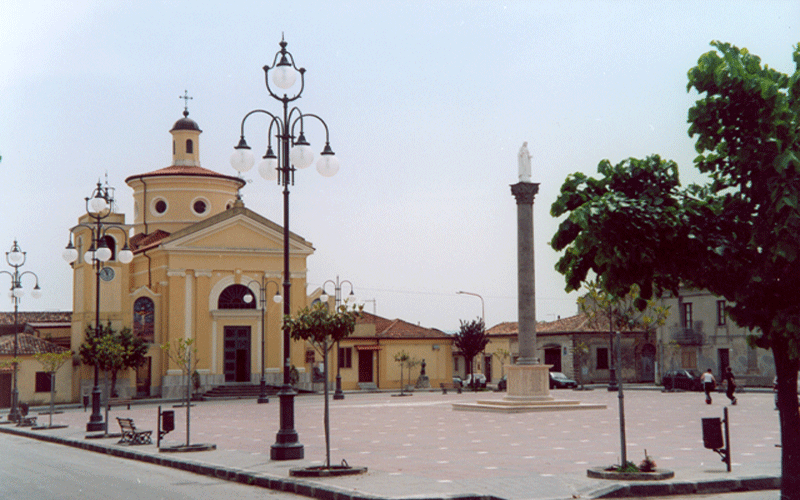
Piazza di Mileto, che fu capitale e sede della corte di Ruggero d'Altavilla

Prima che al principio dell'anno seguente Roberto lo incontrasse, Ruggero aveva con lodevole impegno impiegato i mesi invernali a costruire massicce macchine da guerra ed espugnato Squillace, dove sarebbe poi stato costruito un castello. In ciò distinguendosi dai loro alleati longobardi, si trattò della prima volta da quando erano discesi in Italia in cui i Normanni si servirono di tali macchine da guerra. Alle porte di Reggio, capitale della Calabria bizantina, i due fratelli si imbatterono in una resistenza tenace. Tuttavia, evaporata presto ogni speranza di vittoria, la guarnigione preferì arrendersi e ciò concesse a Roberto l'occasione di marciare trionfalmente in città. Un piccolo gruppo di sentinelle aveva ripiegato nella vicina rocca di Scilla, dove si barricò per qualche tempo ancora. Presto, però, costatata l'incapacità di resistere ulteriormente, durante una notte d'estate senza luna i greci s'imbarcarono in segreto verso Costantinopoli, ponendo termine a tutti gli effetti al dominio greco in Calabria. L'unico centro ancora in mano bizantina era la grande Bari, ma Roberto e Ruggero erano troppo ansiosi di affrontare l'impresa siciliana per avvedersene.
A mano a mano che prendevano forma i progetti di insediamento sull'isola, presto i Normanni dovettero rendersi conto dell'incapacità di poter manovrare truppe e destinare risorse sia per il fronte siciliano sia per quello pugliese. In quest'ultima terra permanevano ampi problemi, poiché molti signori ancora si ostinavano a non riconoscere la supremazia degli uomini del nord. Ciò costrinse Roberto a recarsi di frequente sul continente, mentre il fratello dovette gestire le unità stanziate nella parte più meridionale dello stivale. Anche l'esercito in Sicilia finiva nella gestione di Ruggero, che ormai apprendeva con disinteresse gli eventi in corso altrove. Nell'ottobre del 1060, Roberto il Guiscardo dovette recarsi in tutta fretta verso la Puglia, dove l'imperatore Costantino X Ducas aveva inviato un esercito che, nonostante non fosse molto numeroso, aveva causato grave scompiglio. Le difese poste in essere da Roberto e dal fratello Malgerio si rivelarono precarie e i Bizantini riuscirono non solo a riprendersi una gran parte della costa orientale, ma addirittura ad assediare Melfi. Quando nel gennaio del 1061 Ruggero ricevette l'ordine di ritornare a nord quanto prima possibile, sembrava che le operazioni in Sicilia sarebbe state rimandate a tempo indeterminato. Al contrario, già a febbraio il condottiero normanno ritornò in Calabria, da cui condusse nel corso dello stesso anno un'infruttuosa sortita verso Messina.

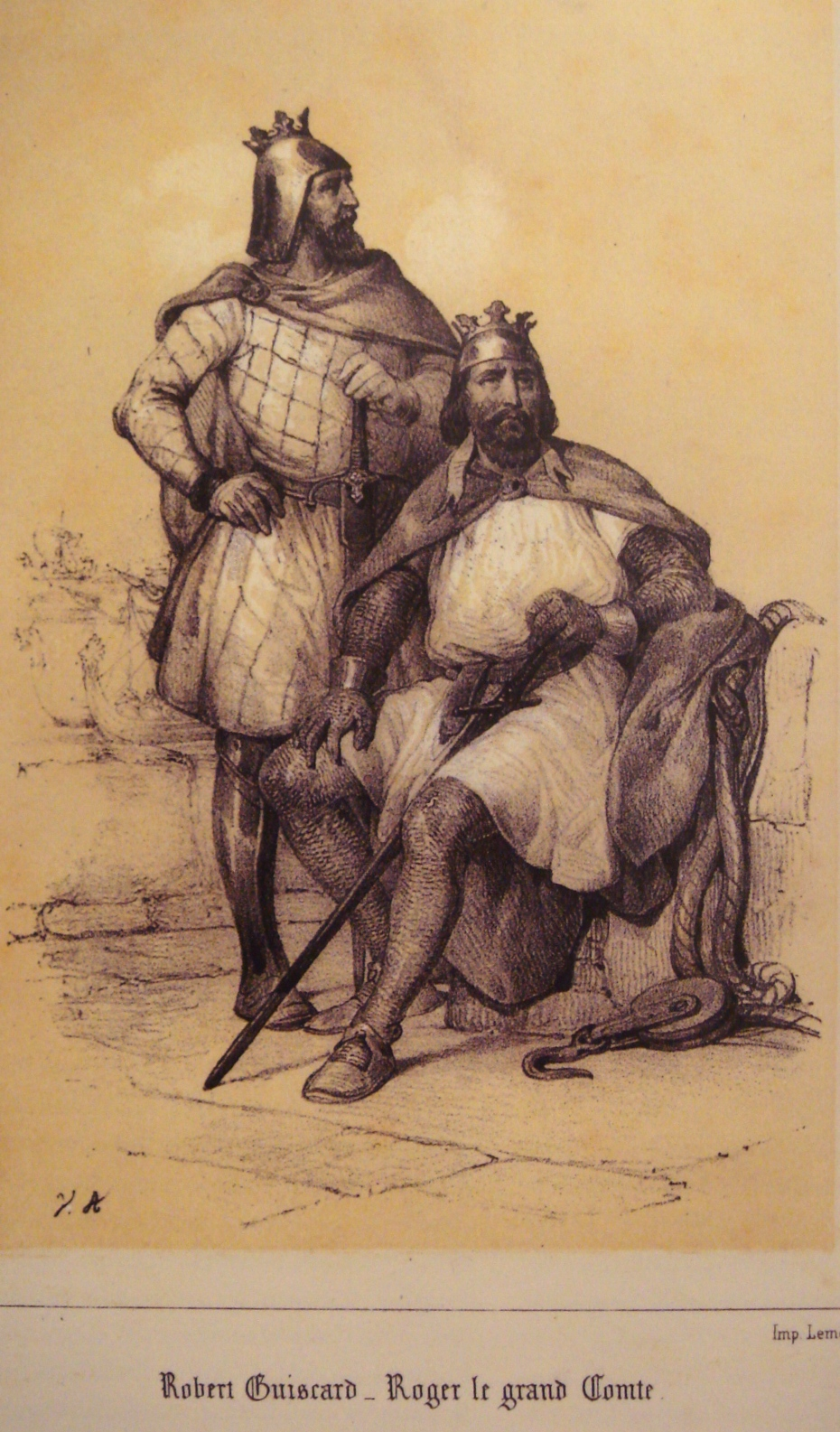
Ritratto di fantasia dei fratelli Roberto il Guiscardo (a sinistra) e Ruggero d'Altavilla (a destra)

La disfatta aveva palesato quanto fosse cruciale l'arte della pazienza e quanto contasse seguire gli insegnamenti dei primi mercenari normanni, i quali attaccavano soltanto quando certi della vittoria. A maggio Roberto incontrò Ruggero, dopo essere riuscito a sedare gli animi in Puglia riconquistando Brindisi, Oria e, soprattutto, Melfi. Essendosi i Bizantini rintanati a Bari, si prevedeva di avere a disposizione diversi mesi per ritentare l'assalto a Messina. Trascorso un anno in Sicilia, Ruggero dovette ritornare sul continente per via dei dissidi scoppiati con il fratello. Quando ribadì la sua volontà di infeudare la Sicilia per lui e sua moglie, rispettando la tradizione matrimoniale del morgengabio, Roberto interpretò la richiesta di Ruggero come una minaccia alla sua supremazia e fu colpito, probabilmente, pure da gelosia. In un impeto d'ira, Roberto giunse a Mileto, dove si trovava Ruggero, e la cinse d'assedio. Le vicende che avvennero in seguito non sono chiare e vengono spiegate in maniera semi-leggendaria da Goffredo Malaterra. Pare che Roberto abbandonasse l'assedio e si recasse travestito di nascosto a Gerace, dove fu accolto da un nobile a lui fedele che lo ragguagliò sugli eventi in corso. Fu però scoperto e l'uomo che lo ospitò ucciso, ma seppe con la sua parlantina convincere gli abitanti delle sue buone intenzioni invitandoli a non uccidere un uomo disarmato e solo, attirandosi in quel caso la perenne inimicizia dei Normanni. Ragguagliato su quanto stava succedendo, Ruggero arrivò sul posto e non permise al fratello che gli fosse fatto del male, giungendo addirittura ad abbracciarlo e a riconciliarsi. Non è chiaro come venne spartita la Calabria dopo l'alterco, ma si crede che si divisero ogni città e castello in due zone d'influenza separate. Al netto di qualche fugace screzio verificatosi successivamente, pian piano accettarono meglio la reciproca convivenza.
Durante il 1063 non fu eseguito alcun progresso significativo in Sicilia, malgrado Ruggero fosse entrato in possesso di circa un quarto di quel territorio. Quando Roberto ristabilì la sua autorità nuovamente su Oria, Brindisi e Taranto, all'inizio del 1064 raggiunse Cosenza, dove discusse a proposito dei preparativi di una campagna al di là dello stretto. Tuttavia, il pianificato assalto di Palermo fallì senza nemmeno che potesse avere inizio; il luogo in cui i guerrieri normanni si accamparono era invaso dalle tarantole, i cui morsi e danni fiaccarono talmente tanto il morale delle truppe che si preferì rinunciare.

### Il lungo assedio di Bari
Il ritorno in Puglia del Guiscardo si rivelò tutt'altro che roseo, dovendo infatti tentare di respingere la più grave rivolta che avesse mai affrontato. Era capeggiata da Jocelin, signore di Molfetta, e da tre dei suoi stessi nipoti, ovvero i due fratelli Goffredo di Conversano e Roberto di Montescaglioso, e il loro cugino Abelardo, al quale come detto il Guiscardo aveva tolto l'eredità alla morte del padre, il duca Umfredo, sette anni prima. Questi tre giovani, a cui si era unito dei figli minori di Umfredo, il conte di Canne Ermanno, erano entrati in contatto con Bisanzio e venivano sovvenzionati da Leone Perenos, duca del thema di Dyrrachion, che garantiva abbondante afflusso di denaro e di equipaggiamenti dall'altra sponda del mar Adriatico. I tafferugli erano scoppiati nell'aprile del 1064, poco dopo la partenza del Guiscardo per la Sicilia, e durante la sua assenza gli insorti avevano compiuto i maggiori progressi. Il ritorno di Roberto a settembre tamponò la loro avanzata, ma ciò non arginò la portata dei tumulti. Nel 1066, l'arrivo di un contingente di variaghi da Costantinopoli alimentò nuova linfa, tanto che alla fine di quell'anno sia Bari sia gli altri due grandi porti pugliesi, Brindisi e Taranto, passarono in saldo controllo dei greci. Le nubi fosche non davano segni di dissiparsi e il 1067 e il 1068 videro il condottiero normanno impegnato esclusivamente a stroncarla. Un inatteso aiuto arrivò dai turchi selgiuchidi, i quali impegnarono seriamente lo Stato bizantino lungo i confini orientali e convinsero Romano IV Diogene a concentrare ogni risorsa su quel fronte. Privi del supporto esterno, tutti i vassalli insorti si placarono uno dopo l'altro, ad eccezione di Goffredo di Conversano, arroccatosi nella sua fortezza di Montepeloso. Abbandonato da amici greci e normanni, dopo aver retto fieramente per molti mesi di lotta, fu domato soltanto a seguito di un tradimento.

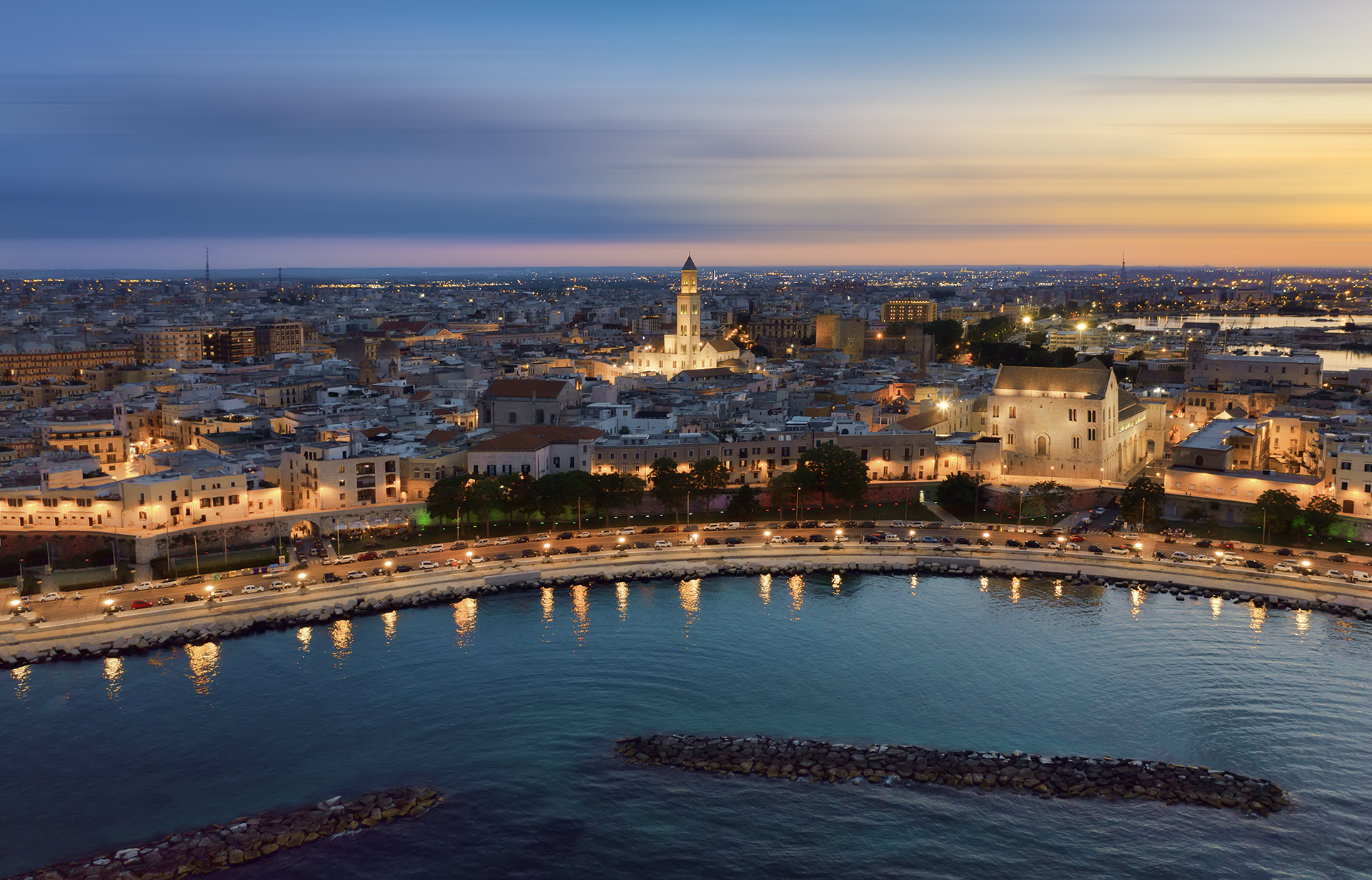
La città moderna di Bari, antico caposaldo bizantino, vista dal mar Adriatico

Il ripristino della pace permise a Roberto di concentrarsi sulla conquista dell'ultima vasta roccaforte greca, Bari. La capitale della Langobardia bizantina vantava una popolazione numerosa, solide mura e un ampio porto, motivo per cui l'assedio di Bari cominciato il 5 agosto del 1068 si rivelò lungo e sofferto. I Normanni avevano faticato più volte a conquistare cittadelle ben difese in passato, ma per Bari le circostanze venivano aggravate dalla possibilità di ricevere rifornimenti via mare. Quando divenne lampante che gli assalti via terra non potevano funzionare da soli, Roberto valutò l'ipotesi di realizzare un blocco navale, malgrado i Normanni fossero tutt'altro che illustri per operazioni condotte di recente sulle acque. Giunte delle imbarcazioni dalla Calabria, i Normanni si impegnarono a circondare la città e confidarono in una resa degli avversari, affondando i primi rinforzi in transito al largo di Monopoli. Tuttavia, i Normanni non poterono resistere a un assalto navale diretto e varie barche, incluse quelle che ospitavano a bordo il nuovo catapano Stefano Paterano, ruppero il blocco e portarono armi e approvvigionamenti. La situazione rimaneva comunque complicata per la città pugliese, poiché un mercenario normanno di nome Roberto Crispino, che aveva servito nell'esercito di Ruggero in Sicilia e poi si era arruolato tra i Bizantini, scatenò una pericolosa rivolta interna. Eppure, malgrado la situazione disperata, i Baresi e la guarnigione locale dimostrarono una capacità di resistenza superlativa, sopravvivendo per tutto il 1070 senza alcun aiuto esterno significativo. Nei primi momenti del 1071, poco dopo che Guglielmo era scampato a un attentato ordito dai nemici, Stefano Paterano inviò un ultimo disperato appello per avere altri aiuti, ricordando che quanto approdato grazie alla rottura del blocco navale normanno si stava nuovamente esaurendo, toccando dei livelli allarmanti. Roberto il Guiscardo tentò di ingraziarsi la popolazione inviando gratuitamente cibo ai poveri, circostanza che attirò il consenso delle fasce più umili di origine non greca, ma non intenerì i comandanti. Poiché i risultati sul campo stagnavano e le costose macchine d'assedio finivano puntualmente distrutte dai Baresi, il Guiscardo sollecitò suo fratello Ruggero a unirsi alla lotta e costui si fece accompagnare da quanti più uomini e barche possibili. Il suo arrivo fu tempestivo, in quanto l'imperatore Romano Diogene, nonostante continuasse a riservare priorità assoluta alla lotta contro i Selgiuchidi, si era lasciato convincere a organizzare una spedizione di soccorso. A capeggiarla e a guidarla da Durazzo sarebbe stato Jocelin di Molfetta, uno dei fomentatori della ribellione anti-normanna del 1067, che aveva viaggiato verso Oriente e aveva trovato rifugio come esule politico, venendo nobilitato con il titolo di duca di Corinto. Saputo dell'arrivo dei soccorsi, i Baresi furono lietissimi e attesero carichi di speranza, ma quando Roberto lo scoprì, ordinò alle sue navi di recarsi al largo e di contrastare l'arrivo nemico. Secondo Goffredo Malaterra, malgrado risulti improbabile, i romei scambiarono i Normanni con i Baresi, pensando che stessero arrivando loro incontro. La lotta fu serrata, ma coloro che avevano attaccato per primi prevalsero, affondando nove delle venti vele impegnate nella lotta. Jocelin stesso, a bordo del vascello più grande, finì catturato e si arrese per avere salva la vita. Dopo alcune settimane, i comandanti di Bari compresero che non vi era alcuna possibilità di salvezza e alcuni decisero di consentire l'accesso agli ostili, malgrado le preghiere di quella parte di popolazione che temeva rappresaglie. Al contrario, Roberto si dimostrò clemente e, il 16 aprile 1071, cavalcò entusiasta assieme al fratello nella città appena espugnata, che era stata bizantina sin dai tempi di Giustiniano I.
La vittoria su Bari ebbe un significato storico rilevante: una grande potenza marittima, quella di Bisanzio, era stata sconfitta da coloro i quali, come segnala Guglielmo di Puglia, erano apparsi fino ad allora «inesperti di battaglie navali». Come avvenne a seguito della caduta di Reggio in Calabria, anche in tal caso la presa coincise con la cessazione di ogni insurrezione filo-bizantina. Fatta eccezione per i principati longobardi di Capua e Salerno (la prima assegnata a Riccardo di Aversa) e la piccola città-stato di Amalfi, quasi tutto il Mezzogiorno era ormai di Roberto.

### Altre rivolte pugliesi e crisi tra papato e impero

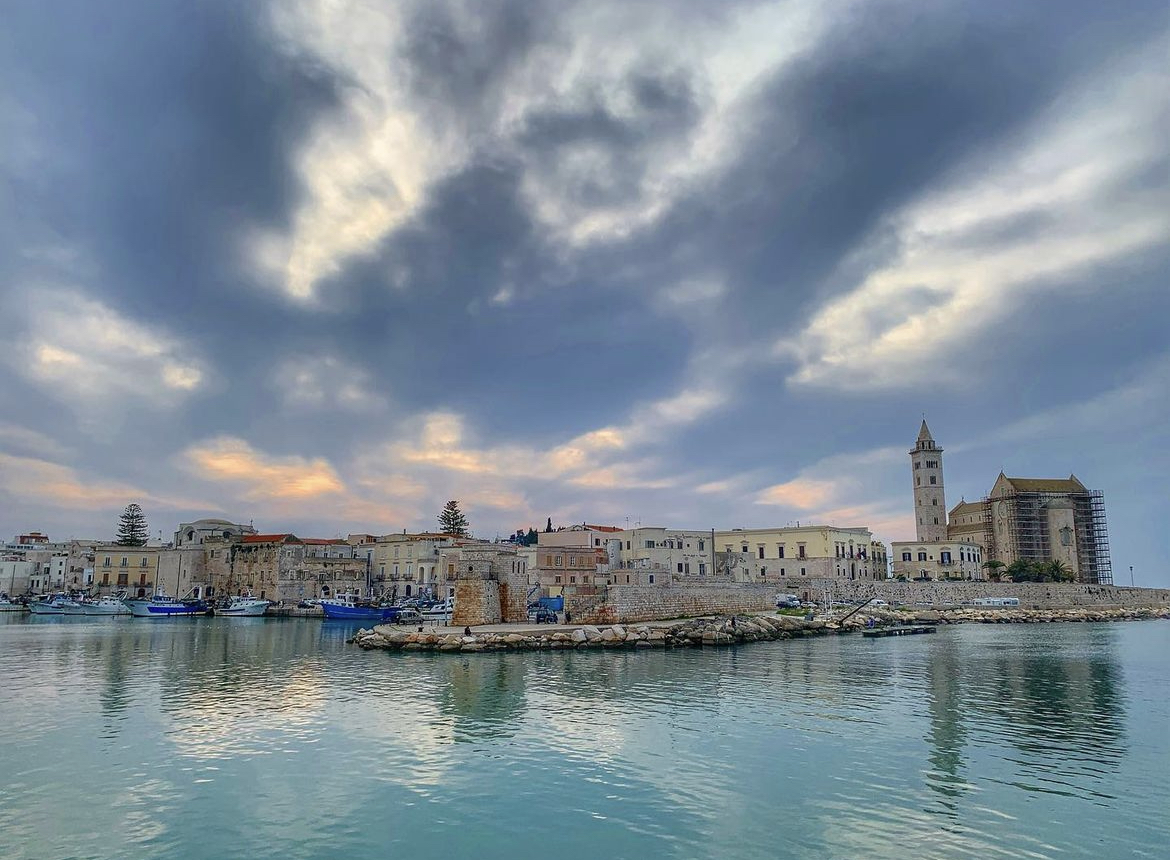
Trani, in Puglia, uno dei teatri dell'insurrezione del 1073 fomentata dalla nobiltà locale

Da tre anni, ormai, il nucleo principale dell'esercito normanno era incessantemente impegnato in azioni di guerra. Archiviata la campagna di Bari, Roberto rimandò subito il fratello in Sicilia, mentre lui stesso si avviò frettolosamente giù lungo la costa fino ad Otranto. Nel dicembre del 1071, mentre i due Altavilla erano impegnati nell'assedio di Palermo, lo spodestato Abelardo, da sempre rancoroso verso lo zio Roberto, si era coalizzato con il fratello più giovane Ermanno e con i signori di Giovinazzo e Trani, raccogliendo il sostegno di Riccardo di Capua, di Gisulfo II di Salerno e, molto probabilmente, anche quello dei Bizantini. L'insurrezione era divampata in Puglia, ma si era in fretta estesa pure in Calabria, costringendo Roberto a scegliere se ritirarsi oppure forzare l'attacco in corso a Palermo. Fu privilegiata la seconda strada, ma il ritorno del Guiscardo venne di gran lunga ritardato perché i suoi messaggeri gli riferirono che la portata dei tumulti era assai meno estesa di quanto si potesse pensare.
Nell'autunno del 1072, Roberto si allontanò dalla Sicilia e non vi fece mai più ritorno, non avendo interesse a soggiornare in una terra promessa al fratello. A Ruggero questa notizia faceva certamente piacere, essendosi probabilmente innamorato dell'isola ed essendosi legato morbosamente al suo piano di invasione dell'intera Sicilia. Non mancarono però momenti in cui Ruggero dovette rinunciare ai suoi progetti perché richiamato ad aiutare sulla penisola Roberto. Tramite i suoi agenti, quest'ultimo aveva scoperto che i tumulti in Puglia e in Calabria erano meno gravi di quanto avesse creduto e sembrava non si fossero estesi. Una simile teoria appare ancor più credibile alla luce della rapidità con la quale poté ristabilire la pace nei primi mesi del 1073. Roberto si era mosso infatti da Melfi con i suoi vassalli fedeli verso la costa adriatica, riconducendo all'ordine una dopo l'altra Lacedonia, Canne, Trani, Corato, Giovinazzo, Bisceglie e Andria. I capi ribelli Ermanno e Pietro II di Trani furono catturati e imprigionati a febbraio, mentre a marzo, grazie ancora una volta a uno stratagemma, il Guiscardo spinse il piccolo centro di Cisternino ad arrendersi su ordine del suo signore, lo stesso Pietro di Trani, da poco catturato. La resa di Cisternino coincise con la chiusura dei disordini pugliesi, placati in meno di tre mesi. La sola eccezione era rappresentata da Canosa, che stava beneficiando del sostegno di Riccardo di Capua. La scarsità d'acqua spinse però i rivoltosi ad arrendersi quasi senza combattere. Al termine di questi episodi, il Guiscardo si dimostrò magnanimo con molti ribelli, chiedendogli però di tornare a giurare fedeltà.
Una simile mitezza non toccò la figura di Riccardo di Capua, che negli ultimi quattordici anni si era prodigato per diventare il signore più influente di tutta la Campania, avendo persino condizionato a Roma la caduta dell'antipapa Onorio II a favore del legittimo papa Alessandro II e avendo compiuto dei saccheggi in territorio pontificio alle porte dell'Urbe nel 1066. Avendo forse addirittura inviato delle forze a supporto dei rivoltosi in Puglia, Roberto si preparò a compiere una rappresaglia militare contro di lui, ma fu improvvisamente colpito da una grave malattia e pur avendo raggiunto Bari nella speranza di sentirsi meglio, il cambio d'aria non gli giovò. Presto si diffuse la notizia che, sentendo appropinquarsi la morte, Roberto avesse insignito suo figlio tredicenne Ruggero Borsa come suo successore, che vantava per metà sangue longobardo e che, con la sapiente mano di sua madre Sichelgaita al suo fianco, avrebbe potuto vantare in teoria una solida autorità. La sola voce dissidente sarebbe coincisa con Abelardo, figlio del duca Umfredo, che continuava ad aspirare a un ruolo di prestigio. La notizia della presunta morte del Guiscardo, di cui aveva appreso anche il papato nell'aprile del 1073, si rivelò però infondata, tanto che egli stesso si premurò di riferirlo al pontefice.

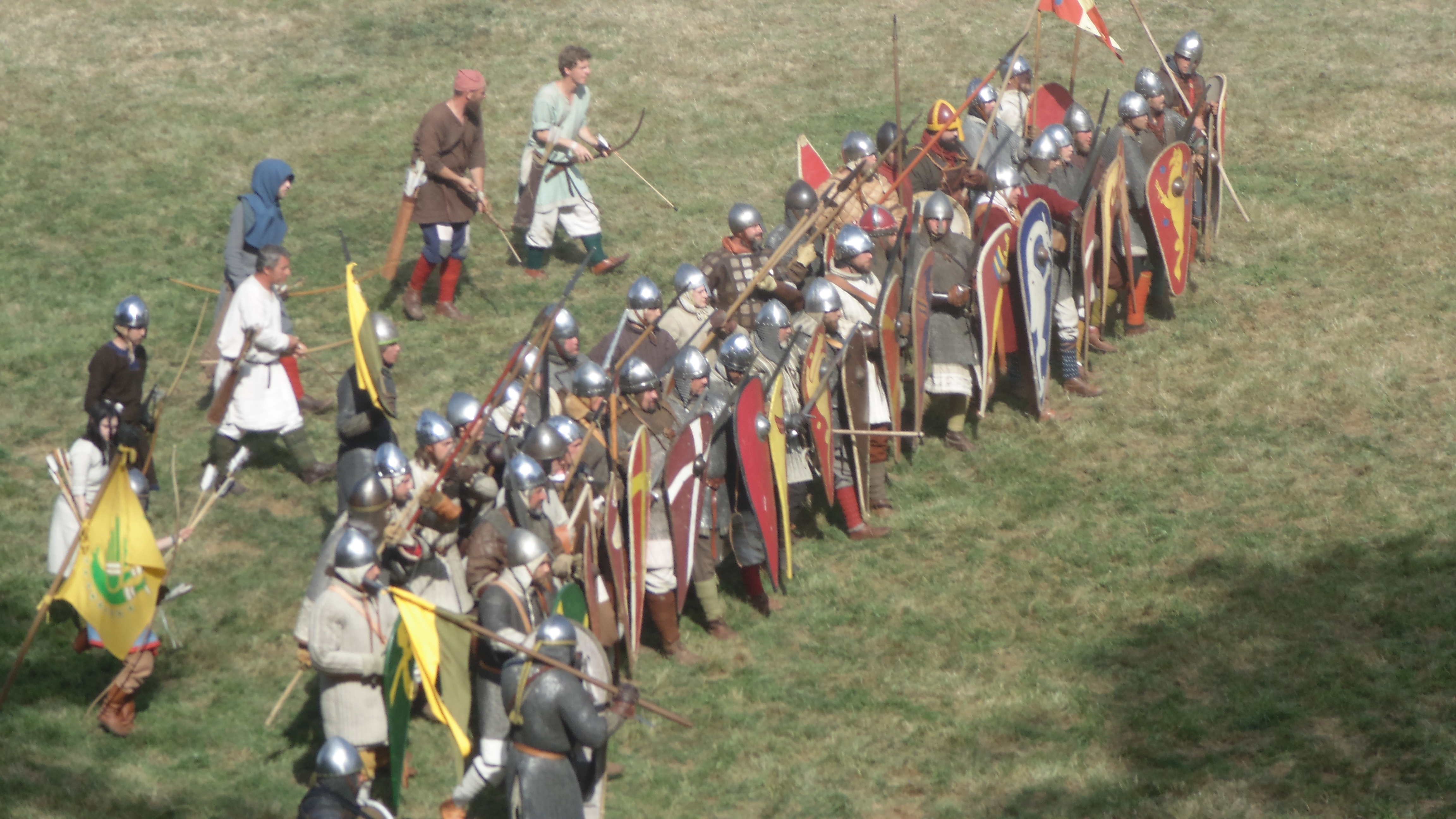
Rievocazione storica di una battaglia normanna. Nella fotografia si può notare la tradizionale disposizione dei fanti e degli arcieri normanni nel XI secolo. Falaise, Francia

Fu così combinato un incontro tra papa Gregorio VII (prima della nomina, Ildebrando di Soana) e Roberto a Benevento il 10 agosto, al fine di rivedere i patti bilaterali stipulati. Il raffreddamento dei rapporti lo rendeva necessario, ma pare l'incontro non si svolse affatto, poiché il duca normanno si rifiutò di fare il suo ingresso nella città per il timore di un assassinio e propose di incontrarsi fuori dalle mura, un'idea questa declinata dal pontefice. Benché forse l'incontro fu in qualche maniera comunque organizzato, la susseguente rottura dei rapporti ha lasciato immaginare agli storici scenari cupi, forse legati al secco ammonimento indirizzato a Roberto di terminare le sue incursioni negli Abruzzi che andò puntualmente disatteso. L'alleanza intrecciata dal papa con Riccardo di Capua ed estesa a Matilde di Canossa non aveva contribuito ad arrestare alcunché; nata con lo scopo precauzionale di impedire che potesse cooperare con Roberto, essa non aveva apportato alcun altro beneficio sostanziale. Il papa restò poi sgomento quando venne a sapere che, nell'inverno del 1073, Amalfi si era volontariamente sottomessa al duca di Puglia alla morte del suo signore, Sergio VI. Ciò consentiva a Roberto di rafforzare la sua morsa attorno a Salerno, risparmiata fino ad allora soltanto per via dell'intervento di sua moglie Sichelgaita. All'inizio del 1074, Gregorio volle radunare un esercito da inviare verso sud contro Roberto, confidando nella sua natura deterrente e che non sarebbe occorso spargere sangue cristiano. Poiché il principe di Capua era fieramente dalla parte del papa, lo scenario appariva diverso dalla battaglia di Civitate, quando tutti i normanni erano coesi. Rivolto a Roberto un ultimo sollecito, piombato nel vuoto, di recarsi a Benevento, sembrava che la situazione fosse disperata. In maniera del tutto fortunata per il duca di Puglia, insorsero dei dissidi all'interno delle file papali che causarono lo scioglimento dell'esercito e il susseguente ritiro a Roma del pontefice, che fu costretto a convivere con una cocente umiliazione.

### Caduta di Salerno e anni seguenti
L'imperatore tedesco Enrico IV, salito al trono a sei anni e ormai nel 1075 venticinquenne, desiderava recarsi in Italia e farsi incoronare imperatore, ma era consapevole del fatto che, approfittando della sua giovane età, il clero aveva adottato molte riforme (dette in virtù di chi le promulgò "riforme gregoriane") che non sarebbero state varate in circostanze diverse. Nel sinodo di Worms, il pontefice fu dichiarato deposto, ma a tale provvedimento Gregorio rispose scomunicando Enrico, dopo che la stessa decisione aveva riguardato l'intemperante Roberto (malgrado il papa si affrettò a precisare che la Chiesa aveva sempre le braccia aperte per i sinceri pentiti). Volendo ricercare un sostenitore contro il suo rivale, il sovrano tedesco interagì a lungo tramite degli ambasciatori con il duca di Puglia, chiedendogli sostegno nella sua personale missione. Il Guiscardo, che aveva avuto modo di valutare bene la situazione, preferì evitare l'offerta, convenendo con i suoi consiglieri che sarebbe risultato più opportuno non immischiarsi nelle lotte tra il papato e l'impero, e salomonicamente si limitò a dichiararsi vassallo dell'imperatore, «salvi, sempre, però i suoi doveri verso la Chiesa». Cogliendo l'attimo, Roberto contattò Riccardo di Capua e lo invitò a dimenticare le acredini e a sfruttare i pressanti impegni che tenevano distratto il pontefice per espugnare le ultime grandi città che ancora sfuggivano al controllo normanno, Napoli e Salerno. Tra la primavera e l'estate del 1076, Gisulfo di Salerno si era ormai isolato da tutti gli alleati a eccezione del papa, che però aveva altre e più imminenti preoccupazioni. Sichelgaita eseguì un ultimo disperato tentativo di convincimento del fratello promettendogli che sarebbe rimasto in possesso della città, salvando così delle vite in vista di un'indubbia strage, ma tutto si rivelò inutile. In estate, la flotta normanna colpì la città dal porto, inaugurando l'assedio di Salerno. La popolazione divenne a mano a mano sempre più esasperata per via dei comportamenti di Gisulfo, che aveva accumulato scorte di viveri per due anni da tempo, in vista di un'incombente aggressione, compiendo abusi e soprusi nei confronti dei suoi sudditi. Dicembre fu il mese della svolta: il giorno 13, un esasperato traditore spalancò le porte e consentì l'ingresso normanno, causando così la caduta dell'ultimo principato longobardo dell'Italia meridionale. Gisulfo e i suoi fratelli si asserragliarono nel castello di Arechi, ma nel maggio del 1077 capitolarono, ponendo fine alle ostilità. Benché i cronisti successivi si siano sforzati di giustificare l'invasione del principato, sostenendo che Roberto reagì legittimamente alle precedenti provocazioni di Gisulfo II, «in realtà fu un atto di pura e semplice aggressione». All'indomani, Roberto non volle instaurare nessun dialogo, spinto dal desiderio di elevare Salerno allo status di capitale e di ricevere ogni dominio di Gisulfo. Sotto il nuovo signore, la città appena conquistata visse una nuova fase di splendore economico e culturale; emblematico è il caso della Scuola medica salernitana, cresciuta soprattutto grazie agli insegnamenti di Costantino l'Africano, giunto alla corte normanna tra il 1075 e il 1077. Dopo aver rinunciato a quanto possedeva a patto di poter andar via liberamente, Gisulfo si recò dapprima a Capua, dove con rassegnazione apprese che Riccardo non aveva alcuna intenzione di riceverlo, e infine a Roma dal papa.

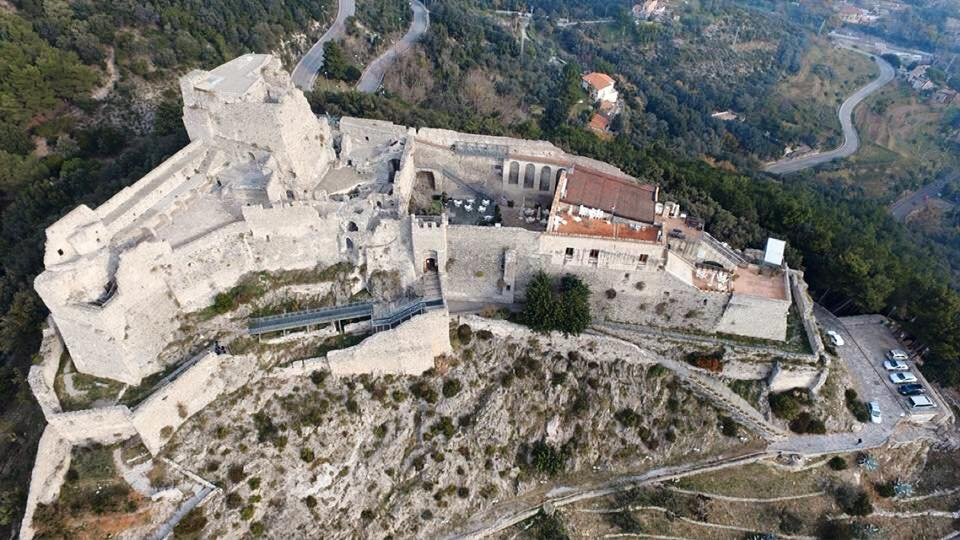
Veduta aerea del castello di Arechi, dove Gisulfo II tentò invano di resistere nel 1077. La fortificazione, di epoca longobarda, domina la città di Salerno

Frattanto Riccardo, che aveva partecipato alle operazioni a Salerno, attese che fosse garantita la sua parte dell'accordo stretto con Roberto e così fu, poiché l'indipendente Napoli finì presto attaccata da una flotta pugliese. Quando Gregorio VII fece ritorno a Roma nel settembre del 1077 dopo gli eventi legati all'umiliazione di Canossa, Gisulfo lo ragguagliò su quanto avvenuto a Salerno, mentre i messaggeri papali lo informarono sull'assedio in corso a Napoli e sull'avanzata degli eserciti normanni condotti dal nipote di Roberto, Roberto I di Loritello, e dal figlio di Riccardo di Capua, Giordano, penetrati sempre più in profondità nel territorio della Chiesa in Abruzzo. Già in passato Riccardo e Guglielmo di Montreuil, marito di una delle figlie, avevano provato a estendere il proprio potere nella Marsica e nel Reatino, inserendosi nei conflitti intrafamiliari della locale famiglia di conti, i Berardi. Più tardi, dopo che nel 1075 il Guiscardo aveva già espugnato Ortona, sulle coste, Roberto di Loritello si era spinto fino a Teate (la moderna Chieti); ci volle poi del tempo affinché le conquiste in quell'area fossero completate, tanto che sia l'Abruzzo sia il Molise furono grosso modo assimilate del tutto nel 1105. La notizia dell'attacco compiuto il 19 dicembre del 1077 da un esercito normanno contro Benevento, bastione pontificio nel Meridione, si rivelò inaccettabile per il papa, che provò a far tuonare la sua voce scomunicando una seconda volta Roberto il 3 marzo del 1078. In condizioni normali, questo provvedimento non avrebbe avuto ripercussioni, ma gli eventi successivi ne condizionarono l'esito. A marzo, Riccardo di Capua si ammalò e nel giro di un mese le condizioni si aggravarono così tanto che spirò, non prima di essersi riconciliato con la Chiesa. Il figlio Giordano gli subentrò, ma comprese che non aveva alcuna possibilità di essere accettato da un suo qualche vassallo senza la rimozione della scomunica. Così, abbandonando l'assedio di Napoli e le sue scorrerie in Abruzzo, si recò in maniera spontanea da Gregorio VII, dichiarandosi pentito e promettendogli fedeltà.
Roberto, dal canto suo, rimase profondamente rattristato dalla scomparsa di Riccardo, avendo condiviso con lui l'infanzia in Normandia e intravedendo nell'evento una sorte di fine di un'epoca. Desideroso di evitare scontri fratricidi tra i Normanni al fianco di Giordano, il Guiscardo si convinse ad allontanarsi da Benevento. Fu una decisione sensata: Gregorio non tardò a plagiare psicologicamente il giovane principe di Capua, invitandolo a fare attenzione al predatorio duca di Puglia. Quando Roberto pretese dai suoi vassalli più potenti di sobbarcarsi il pagamento delle fastose nozze di sua figlia Héria e del consorte Ugo d'Este, molti baroni insorsero. Era questa una consuetudine tra le comunità feudali nordiche, ma le modeste origini del Guiscardo e la sua scarsa finezza avevano fatto percepire la richiesta agli aristocratici locali alla stregua di un'imperdonabile prepotenza. Giordano, su istigazione del papa e forse anche da lui finanziato, ne approfittò per aizzare un'ennesima rivolta contro il duca di Puglia, attirando molti seguaci. Essa lambì in fretta varie aree della Calabria e della Puglia nell'autunno del 1078, propagandosi in tutti i possedimenti del Guiscardo sul continente. La località di Giovinazzo fu l'unica ad astenersi e rimase leale, motivo per cui venne in futuro ricompensata con l'esonero dalle tasse per tre anni e un dimezzamento in perpetuo. Le trattative diplomatiche veicolate con Giordano lo spinsero a non curarsi più di tanto dei tumulti e a disinteressarsene, con il risultato che per Roberto queste crisi non furono mai abbastanza estese da minare le sue forze e impedirgli di estinguerle. L'assedio di Trani condotto da Sichelgaita in persona nel 1078-1079 e l'attacco condotto da suo marito contro Taranto si rivelarono decisivi e stroncarono qualsiasi focolaio nell'estate del 1079. A proposito delle continue diatribe, lo storico Jean-Marie Martin ha sottolineato che «nelle zone in cui non esisteva un solido potere supremo normanno (la Puglia, gli antichi principati di Benevento e Salerno, gli Abruzzi) la guerra privata era un fatto endemico; anche in Calabria appena dopo la morte di Roberto il Guiscardo e nel principato di Capua, nella stessa epoca, regnava l'anarchia, che nel resto dei territori continentali raggiunse il suo culmine durante il regno del duca Guglielmo» (vissuto nel XII secolo).
Il rafforzamento di Enrico IV impose una riconsiderazione delle alleanze per Gregorio, che di giorno in giorno si rese più docile e il 29 giugno del 1080 incontrò Roberto a Ceprano, dove fu siglato un trattato. Il papa riconobbe le conquiste normanne in Italia meridionale, rimosse le scomuniche e confermò il titolo di duca di Puglia e Calabria in capo al Normanno, che a sua volta giurò fedeltà e protezione al pontefice. Rimandato fu il discorso sul destino di Amalfi, Salerno e della marca di Fermo, ma Riccardo comprese che almeno de facto il pontefice era disposto a tollerare l'assetto geopolitico attuale.

### Impresa adriatica e sacco di Roma

Lo scenario geopolitico nel 1084

Sfruttando le conoscenze navali acquisite e le debolezze bizantine, Roberto eseguì delle operazioni di conquista nella penisola balcanica culminate con la battaglia di Durazzo del 18 ottobre 1081, combattuta nei dintorni della città, e con la successiva presa di Durazzo stessa il 21 febbraio 1082. Questa nuova fase delle guerre bizantino-normanne ha suscitato l'attenzione di Levi Roach, che dietro alla vacua spinta agognata da Roberto ha ipotizzato non vi fosse soltanto un mero desiderio di acquisizione di maggiori terre, ma anche il sogno di ricostruire un impero romano d'Oriente «a propria immagine e somiglianza» in regioni tradizionalmente soggette all'autorità bizantina. Si possono solo fare ipotesi sulle sue presunte ambizioni. Amato di Montecassino afferma che egli «aspirava al trono imperiale» e che «si [era] prepar[ato a sostenere un suo pretendente al trono» (Michele VII Ducas) quando se ne era presentata l'occasione, ma alcuni studiosi hanno notevolmente ridimensionato le reali mire di Roberto. A badare ai domini del Guiscardo in sua vece era Ruggero, richiamato sul continente nella primavera del 1081. Lo pervadeva sicuramente della frustrazione mentre ricopriva questo compito, a maggior ragione sapendo benissimo di non riuscire a controllare così vasti domini in autonomia, considerata la scarsa fiducia che riponeva nel figlio di Roberto, Ruggero Borsa. Trascorse poche settimane, i suoi timori assunsero sembianza concreta quando ricevette notizia dei subbugli in corso a Gerace, in Calabria, e a Catania, che era stata riconquistata dall'emiro di Siracusa Benavert. Fortunatamente per Ruggero, mentre si preoccupava di Gerace, suo figlio Giordano aveva ripreso il dominio del porto perduto.
Tornato trionfante in Italia, dall'autunno del 1082 alla prima metà del 1083 Roberto dovette fronteggiare un'altra sommossa divampata in Puglia. Essa terminò definitivamente il 10 giugno in concomitanza con la resa di suo nipote Ermanno, secondogenito di Umfredo. La campagna si era rivelata dura, come si desume dal fatto che Roberto dovette concluderla assieme a Ruggero e ad alcuni rinforzi giunti dalla Sicilia, dove quest'ultimo dovette presto ritornare perché, in sua assenza, suo figlio aveva scatenato dei tumulti. Per Roberto si trattò di una notizia infausta, in quanto sperava ancora nell'ausilio del fratello per dirigersi verso Roma e contro Giordano di Capua. La situazione nell'Urbe si era notevolmente incancrenita, con il sovrano tedesco Enrico IV che aveva nominato un proprio pontefice, Clemente III, il quale a sua volta lo aveva incoronato imperatore. Dovendo tenere fede alla sua promessa di difendere papa Gregorio VII, Roberto sapeva di doversi dirigere a Roma, ma preferì attendere il momento opportuno ed evitare di imbattersi nell'esercito che l'Imperatore tedesco aveva portato con sé. Il 1083 trascorse tra concili e attese, poiché Enrico sapeva che fintanto che Gregorio avrebbe goduto dell'appoggio normanno, sia pur in maniera potenziale, la minaccia non sarebbe stata neutralizzata. Rotto ogni indugio, nella primavera del 1084 l'Imperatore tedesco decise di passare all'azione e ordinò ai suoi soldati di seguirlo a sud, verso la Puglia. Messosi da poco in moto, gli fu riferito dalla guarnigione lasciata a Roma che i suoi abitanti avrebbero rinunciato a qualsiasi tentativo di resistenza e si sarebbero sottomessi a lui se avesse voluto occupare la città. Enrico marciò così indietro il prima possibile e, il 21 marzo, fece il suo ingresso a Roma, dove fu ben accolto dalle folle. Sfortunatamente per lui, non tutta la città mantenne la promessa e alcune aree gli resistettero attivamente, con Gregorio confinato e ben protetto sull'isola Tiberina (o a Castel Sant'Angelo). Stavolta Roberto accolse le suppliche dei legati pontifici che giunsero da lui e partì immediatamente a Roma con un proprio esercito. Enrico non lo attese, spiegando che era richiesto in Lombardia e mettendosi in viaggio con il grosso dell'esercito verso nord. Gli abitanti romani si trovarono nella paradossale situazione di essere stati a loro volta traditi e, quando i Normanni arrivarono, fu per loro impossibile resistere al sacco che si verificò nel mese di maggio.

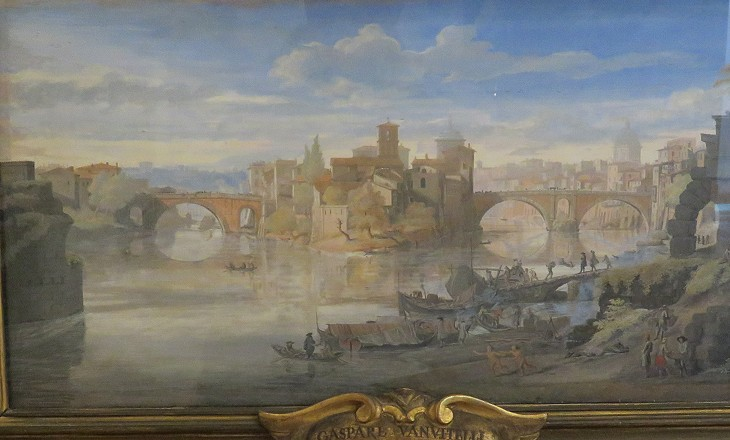
Veduta dell'Isola Tiberina, tempera su pergamena realizzata da Gaspare Vanvitelli tra 1690 e 1700. Musei capitolini, Roma

Si trattò di uno dei momenti più bui della storia di Roma, contraddistinto da violenze, soprusi e distruzione o saccheggio di molte opere che resistevano nella capitale sin dall'epoca antica. All'improvviso l'intera popolazione si levò contro gli invasori, sebbene nulla di concreto potesse, ma poco mancò che il Guiscardo finisse vittima di un attentato da cui si salvò soltanto grazie all'intervento di suo figlio Ruggero Borsa. Gregorio dovette seguire Roberto nel suo peregrinare, poiché scacciato dagli abitanti della sua stessa capitale, e dopo un infruttuoso assalto a Tivoli condotto contro l'antipapa Clemente II giunse a sud, prima a Montecassino, poi a Benevento e infine a Salerno, dove il pontefice si spense il 25 maggio del 1085. In quel lasso di tempo, tra 1084 e 1085, Roberto si era concentrato sull'impresa oltre l'Adriatico contro Bisanzio. Durante la primavera dilagò una violentissima epidemia, probabilmente di tifo, che colpì anche Roberto, deceduto il 17 luglio del 1085 su una baia di Cefalonia che ancora oggi ricorda il suo nome (baia di Fiscardo). La moglie Sichelgaita, al suo fianco mentre lui spirava, visse fino al 1090 e dovette preoccuparsi di mediare le dispute insorte nel ducato di Puglia tra il figlio Ruggero Borsa (sostenuto dallo zio omonimo) e Boemondo (sostenuto da Giordano di Capua), di cui era la matrigna.

### Ruggero Borsa e Boemondo di Taranto
La dipartita di Roberto comportò per Ruggero nuovi spostamenti verso il continente, circostanza che spinse alcune sacche di insorti a scontrarsi con i normanni, sia pur senza rappresentare mai un reale problema. Il conte di Sicilia aveva dichiarato il proprio sostegno a Ruggero Borsa nella successione, chiedendo in cambio il riconoscimento dei possedimenti situati in Calabria e condivisi in passato con il Guiscardo più quelli al di là dello stretto (nello specifico, Messina e Val Demone). Il problema principale per Ruggero Borsa risiedeva nel fatto che il fratellastro Boemondo, il quale dal padre aveva ereditato l'irrequietezza e la sagacia, non si rassegnò a essere estromesso dalla successione, manifestando infatti immediatamente il suo disappunto e circondandosi di quanti più sostenitori possibili. Ruggero Borsa aveva dunque un tremendo bisogno di stipulare un accordo con il potente zio, da cui finì a tutti gli effetti per dipendervi, e quindi accettò di cedere diverse terre ducali; pur avendo preservato il controllo su Messina e sul Val Demone, questo si rivelò soltanto nominale. Mentre Ruggero di Sicilia si recò a Salerno a rendere omaggio al nipote e quando si dispersero i suoi vassalli, il fratellastro Boemondo sferrò un attacco nelle aree meno presidiate delle contee, ovvero il tallone della Puglia. Partendo dal suo castello di Taranto, si insediò pure a Orio e a Otranto, con le ostilità che cessarono quando Ruggero Borsa riconobbe a Boemondo altresì il possesso di Gallipoli, Brindisi e la maggioranza degli insediamenti situati tra Brindisi e Conversano, oltre a investirlo del titolo di principe di Taranto.
La lite tra Ruggero Borsa e Boemondo si riaccese nell'autunno del 1087 e si trascinò per i nove anni seguenti, con il risultato che poche furono le regioni del Mezzogiorno che non ne subirono le conseguenze. Non furono solo le popolazioni locali a rimpiangere l'epoca del Guiscardo e a temere la crescente anarchia. Tra i più preoccupati vi era anche papa Urbano II, che dopo essere stato eletto al soglio peregrinò sovente per sei anni circa nell'Italia meridionale, giungendo a proclamare un concilio a Melfi nel 1089 e continuando a recarsi lì per altri anni. Aiutato dai Normanni, ritornati sotto un unico vessillo per mezzo di una raffazzonata pace, si insediò stabilmente a Roma dal novembre del 1088, benché rimase confinato presso l'isola Tiberina fino alla Pasqua del 1094, periodo in cui esautorò definitivamente il suo rivale, l'antipapa Clemente III. Nel lasso di tempo intercorso tra il suo arrivo nell'Urbe e il suo insediamento incontestato, Urbano II perseverò nel suo tentativo di avvicinare Ruggero Borsa e Boemondo tramite Ruggero di Sicilia, la cui autorità era incontestata e rispettata. Il figlio del Guiscardo e di Sichelgaita invece, al di là delle sue buone intenzioni, non appariva in grado di comandare in maniera effettiva e veniva prevaricato dal suo fratellastro. Nel 1090, quest'ultimo aveva addirittura assunto il controllo di Bari e della Calabria settentrionale, estendendo così la sua autorità tra Melfi e il golfo di Taranto. Solo la partenza di Boemondo per la prima crociata impedì che le lotte potessero proseguire ulteriormente.

### L'espansione in Sicilia
L'emirato dei Kalbiti, fondato sull'isola più di un secolo prima, stava vivendo una fase di graduale declino aggravata dalle dispute per il potere nate tra tre emiri (qāʾid) indipendenti. Si poteva pensare che una terra così frammentata sarebbe stata preda facile, considerando che i Normanni avevano sottomesso un'area molto più vasta in tempi tutto sommato brevi. Al contrario delle aspettative, la conquista della Sicilia si rivelò la più lunga in assoluto e richiese ben trentuno anni.
Nel 1061, al netto di precedenti sortite inconcludenti, Ruggero e Roberto fecero il proprio ingresso a Messina, avamposto dal quale gradualmente i Normanni tentarono di espandersi negli anni successivi. L'avanzata fu minata dalla carenza di uomini e dalle lotte che tenevano impegnati altrove i soldati, oltre che dalla scomparsa dell'effetto sorpresa. A poco a poco, sia grazie a operazioni su scala minore sia a seguito di vittorie conseguite in battaglia contro un nemico decisamente più numeroso (su tutte, si pensi alla battaglia avvenuta a ridosso di Enna (Castrogiovanni) del 1061, a quella di Cerami del 1063 e a quella di Misilmeri del 1068), si riuscì a conquistare un quarto dell'isola. Difficili si rivelarono le operazioni di conquista di Palermo, il principale centro della regione; anziché assaltarla direttamente, come in una precedente fallimentare campagna già citata, si preferì prima concentrarsi su Catania. Nel gennaio del 1072, Palermo cadde al termine di un assedio condotto via mare e via terra di poco successivo a quello di Bari. All'indomani, Roberto il Guiscardo confermò la sua sovranità sulla neonata contea di Sicilia e si riservò come domini diretti la città di Palermo, metà della città di Messina e del Val Demone, la regione montagnosa del nord-est alla cui conquista aveva partecipato personalmente. Tutto il resto sarebbe spettato al suo gran feudatario Ruggero, da allora investito del titolo di gran conte di Sicilia, e a cui sarebbe stato riconosciuto il possesso di tutto ciò che avrebbe conquistato in seguito. Nell'estate del 1072, Roberto il Guiscardo lasciò la Sicilia e non vi fece mai più ritorno, lasciandola al fratello. Il destino del resto dell'isola appariva abbastanza scontato, malgrado alcune rivolte interne e il rallentamento dei progetti di Ruggero per via dei viaggi che sovente doveva compiere verso il continente. Prima del 1080, il Trapanese era stato assorbito dai Normanni, i quali avevano ormai compreso come utilizzare le macchine da guerra in maniera devastante (emblematico è il caso delle ben ventidue torri realizzate per colpire Taormina). L'ultimo serio tentativo di opposizione fu messo in atto da Benavert, emiro di Siracusa, autore di un ciclo di devastanti incursioni sulle coste calabresi. Tuttavia, alla fine anche i suoi sostenitori dovettero rassegnarsi nel 1085 e gli avamposti saraceni ancora attivi distribuiti lungo la costa nord-occidentale, ovvero Butera e Noto, si arresero nel 1091, anno in cui Ruggero volle anche spingersi contro Malta.

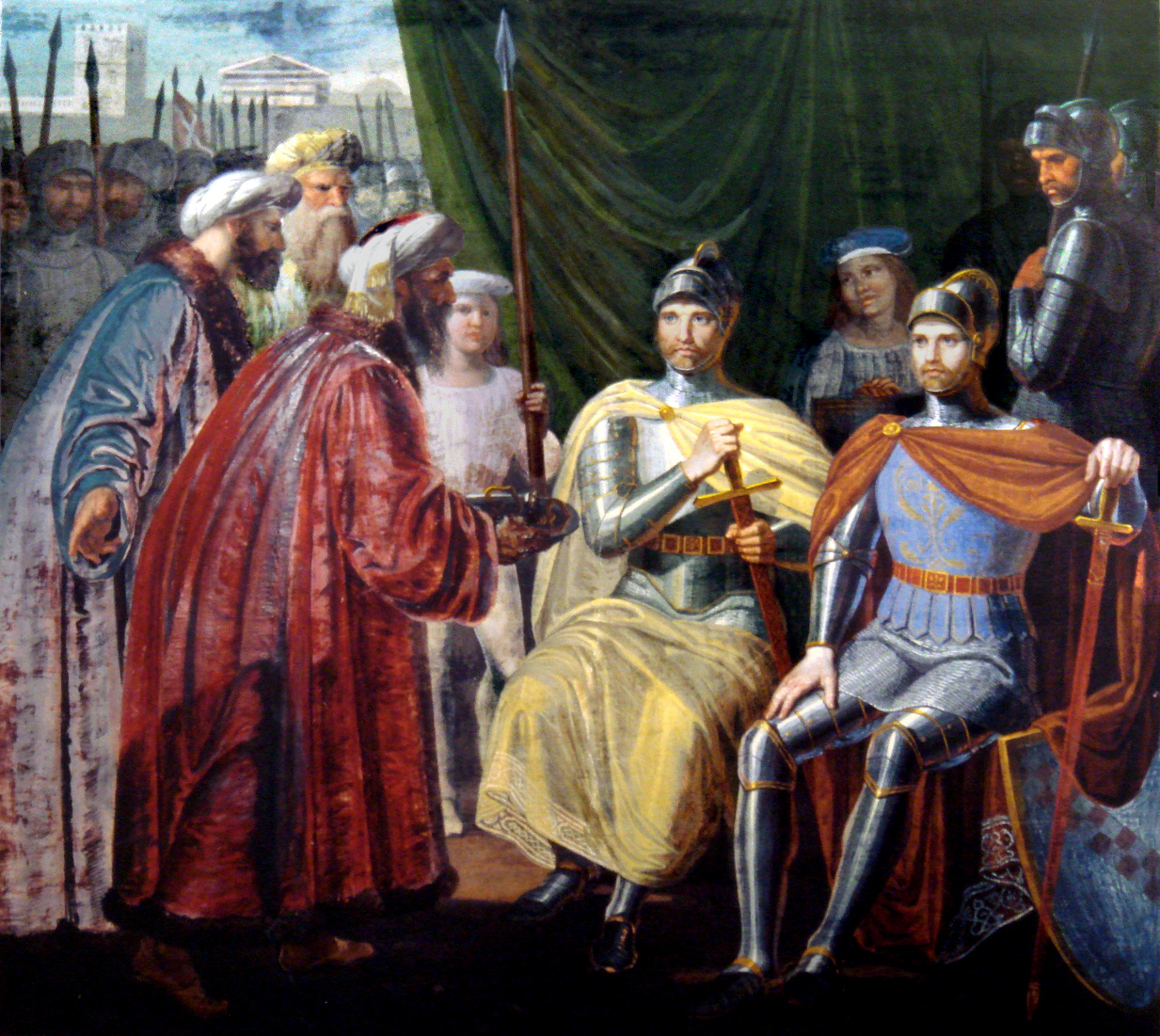
La consegna di Palermo da parte dei musulmani, affresco della volta in "Sala Gialla" del Palazzo dei Normanni a Palermo. Opera di Giuseppe Patania, 1830 circa

Benché molti autori di epoca successiva abbiano ritenuto un fattore decisivo quello religioso, tanto da paragonare la conquista a una sorta di antesignana crociata, il fato riservato ai nuovi sudditi dei Normanni fu assolutamente mite. Dal punto di vista amministrativo, Ruggero aveva confermato l'assetto precedente in vari ambiti, preoccupandosi di bandire un periodo di leva militare obbligatorio della durata di un anno. Per ingraziarsi i sudditi greci, che si erano ricreduti sul dominio dei Normanni, volle finanziare le chiese di rito ellenico e ciò spinse molte comunità a recarsi sull'isola, specie perché altrove discriminate per via del clima instillato dal Grande Scisma. Ruggero comprese inoltre che non aveva senso inimicarsi i musulmani con politiche oppressive, motivo per cui, al netto dell'affermazione di una nuova aristocrazia, cominciò a respirarsi un clima di ampia tolleranza e varietà culturale che si tradusse in una fase di notevole sviluppo per l'isola. Secondo gli storici, oltre che per le differenze intrinsecamente sussistenti con il continente, tale risultato si dovette alla personalità di Ruggero. Nei due decenni trascorsi dalla conquista di Palermo, aveva infatti imparato a divenire «un uomo di Stato maturo e responsabile», liberandosi di quella impetuosità che invece contraddistinse il fratello Roberto per tutta la sua vita. Egli aveva poi imparato a ricorrere alla guerra soltanto quando necessario, privilegiando per quanto possibile la diplomazia.

## Conseguenze
A meno di un secolo da quando Melo di Bari aveva convinto un gruppo di Normanni a servire come mercenari, i loro conterranei erano riusciti con il tempo ad affermarsi ad Aversa, a Melfi, a Civitate, a Messina, a Bari, a Palermo e a Roma stessa. Decennio per decennio, avevano trovato una nuova dimensione acquisendo sempre più forza e imponendosi in tutta la porzione meridionale della penisola, senza mai perdere slancio, se non negli ultimissimi anni della conquista. Il processo di espansione normanna era stato lento e frammentato, oltre che raggiunto squisitamente prevalendo sui campi di battaglia, ma per la prima volta in quasi mezzo millennio, aveva portato tutta l'Italia meridionale sotto una sola bandiera. È singolare constatare che questo risultato fu quasi collaterale; come ha affermato Levi Roach, che «nessuno [dei Normanni] era partito alla conquista del Sud, e fu solo una somma di circostanze impreviste a determinare questo risultato». Eppure, assegnandosene un pezzo ciascuno, i figli di Tancredi d'Altavilla lo avevano conquistato, propagando l'eco delle proprie gesta e la propria influenza anche in altre regioni del Mediterraneo.

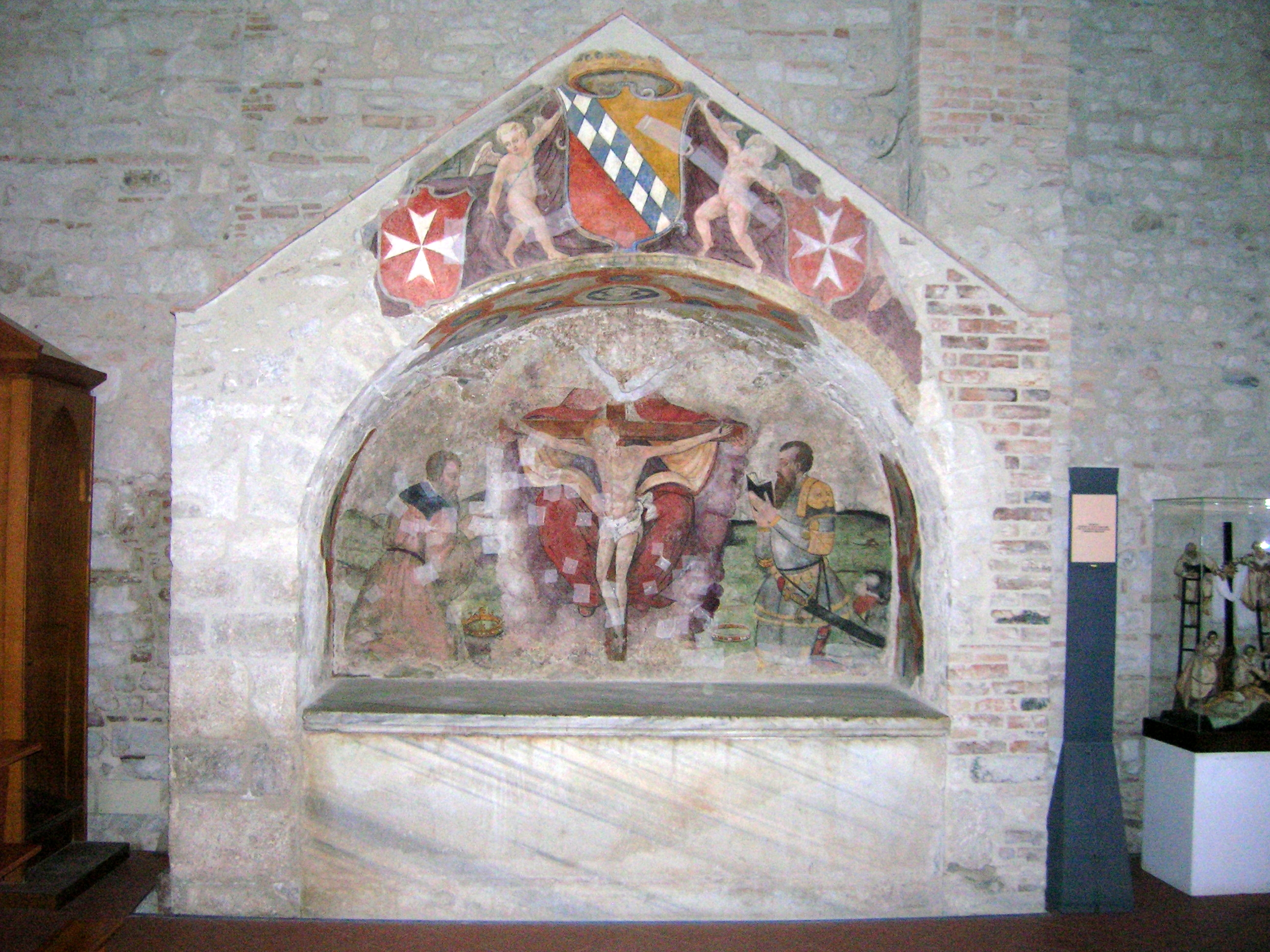
La tomba della famiglia degli Altavilla presso il Complesso della Santissima Trinità, a Venosa

Tuttavia, malgrado vi fosse la volontà di assicurarsi delle teste di ponte nel Vicino Oriente, nel Nord Africa, in Spagna e nelle isole Baleari, non vi fu verso di conseguire risultati simili. Le ambizioni normanne, specie di Roberto il Guiscardo, furono in parte frustrate dai fallimenti riportati nei Balcani nel 1081-1082, ma il movimento delle crociate concesse loro l'opportunità di realizzarle. Paradossalmente, proprio Boemondo, che era stato ripudiato assieme a sua madre Alberada dal Guiscardo, fu colui che più onorò la stirpe del padre, in quanto fu uno dei comandanti della prima crociata e poi s'impose come signore del principato di Antiochia.

### L'unificazione dei territori
Il figlio di Ruggero I, il Gran Conte Ruggero II di Sicilia, volle unificare tutti i territori normanni occupati nell'Italia meridionale. Nel luglio del 1127 Guglielmo, duca di Puglia, morì senza figli, e Ruggero reclamò tutti i possedimenti degli Altavilla e la signoria di Capua. Sbarcò allora nel continente e conquistò senza difficoltà Amalfi e Salerno e nel 1128 fu incoronato duca di Puglia e Calabria. Nel settembre del 1129, Ruggero II fu pubblicamente riconosciuto duca da Napoli, Bari, Capua e dalle altre realtà del Sud.
Unì questi territori con la gran contea di Sicilia e, nel dicembre del 1130, fu proclamato nella cattedrale di Palermo re di Sicilia. Nel 1139 domò definitivamente gli ultimi feudatari ribelli, pacificando così il regno di Sicilia. L'anno successivo lo stesso sovrano convocò le assise di Ariano, durante le quali emanò, con ogni verosimiglianza, le constitutiones ("costituzioni") del novello regno.

## Fonti
Le opere relative alla conquista normanna dell'Italia meridionale sono state realizzate tutte in epoca posteriore. La più dettagliata è fornita da Goffredo Malaterra, un monaco emigrato dalla Normandia e che scriveva in Sicilia verso la fine dell'XI secolo. Il suo è un panegirico in poesia dedicato alla famiglia degli Altavilla, totalmente incentrato sulle modalità con cui avvennero la conquista della Puglia, della Calabria e della Sicilia da parte di Roberto e del suo fratello minore Ruggero (a cui Goffredo dedica le maggiori lusinghe). Alcune informazioni sono frutto di una visione distorta degli eventi, come ad esempio l'affermazione secondo cui Altavilla sarebbe stato il primo a condurre nel Mezzogiorno una colonia normanna (in realtà, vari gruppi li anticiparono cronologicamente).
Benché altre fonti contribuiscano ad arricchire il quadro, le conoscenze relative agli albori della conquista restano quelle più lacunose. Scarsa resta pure la credibilità delle truppe a disposizione delle varie lotte che impegnarono i Normanni, malgrado dagli enormi disavanzi a cui si accenna gli storici hanno dedotto un numero effettivamente basso di conquistatori. La principale difficoltà per gli storici moderni risiede nella discordanza che contraddistingue le opere medievali disponibili. Malgrado i difetti, un altro autore di assoluto valore resta Amato di Montecassino, che fornisce in uno stile sobrio e semplice la narrazione più vicina agli avvenimenti, in quanto scrisse intorno al 1080. Un'altra opera importante è quella realizzata da Guglielmo di Puglia, che scriveva in versi latini negli anni Novanta dell'XI secolo. Contributi minori vengono offerti dalle due cronache antiche realizzate rispettivamente da Ademaro di Chabannes e da Rodolfo il Glabro, che scrivevano a nord delle Alpi. Ulteriori dettagli si rintracciano infine in scritti che provengono da ambienti locali, come alcune serie di annali redatti a Bari (ad esempio l'Anonymi Barensis Chronicon), gli Annali di Benevento, che riferiscono i fatti in forma piuttosto neutrale anno per anno, e quelli che riferiscono, meno meccanicamente, i fatti relativi a un monastero (si pensi, su tutte, alle Cronache di Montecassino). Fugaci restano infine i riferimenti bizantini, che mostrano sostanziale indifferenza verso tutto ciò che era estraneo alla corte dell'imperatore e a Costantinopoli. Malgrado l'esistenza di autori coevi di assoluto valore come Michele Psello, per il quale i Normanni quasi «non esistono» e non viene attribuito nessun volto «a coloro che ci strapparono l'Italia, la parte più magnifica dell'impero», questo silenzio denota una prospettiva ristretta, incapace di individuare le cause strutturali che denotarono la dissoluzione del dominio bizantino nel Meridione.